# Cronologia della storia LGBT nell'Età contemporanea
Questa cronologia della storia LGBT nell'età contemporanea vuole raggruppare gli eventi storici, culturali, sociali e politici d'importanza maggiormente rilevante riguardanti le persone gay, lesbiche, bisessuali e transgender.
Sono inserite le date più importanti di alcuni dei riconoscimenti o non riconoscimenti legislativi della comunità LGBT in molti Stati del pianeta. Per una visione più approfondita sulla legislazione LGBT si veda Diritti LGBT nel mondo.

## XIX secolo
- 1811 – I Paesi Bassi decriminalizzano gli atti omosessuali.[1]
- 1813 – La Baviera decriminalizza gli atti omosessuali tra uomini.[2]
- 1828 – La dicitura “crimine contro natura” viene usato per la prima volta nel Codice Penale degli Stati Uniti d'America.[3]
- 1830
  - Il Brasile decriminalizza gli atti omosessuali.[4]
  - La parola asessuale viene usata terminologicamente per la prima volta in biologia.[senza fonte]
- 1832 – La Russia criminalizza gli atti omosessuali rendendoli punibili da cinque anni di esilio in Siberia, come stabilito dall'Articolo 995 del suo nuovo codice penale.[5]
- 1835 – Per la prima volta nella storia, la Polonia, sotto il governo zarista, proclama l'omosessualità illegale. Fu uno dei rari casi, fino ad allora, di un paese europeo che non aveva mai, dagli albori, criminalizzato l'omosessualità.[6]
- 1836 – Data dell'ultima esecuzione per sodomia in Gran Bretagna.[7]
- 1852 – Il Portogallo decriminalizza gli atti omosessuali.[senza fonte]
- 1855 - Prima edizione di Foglie d'erba del poeta statunitense Walt Whitman, contenente una lunga sezione dedicata al cosiddetto "amore per i compagni".
- 1858
  - L'Impero ottomano (Turchia e Iraq) decriminalizzano l'omosessualità.[senza fonte]
  - Il Timor Est legalizza l'omosessualità.[senza fonte]
- 1861
  - Nascita del Regno d'Italia. Per effetto del codice napoleonico, le punizioni degli atti omosessuali fra maschi erano abolite in quasi tutta l'Italia, purché fossero tra adulti consenzienti. Con l'unione d'Italia e la sovranità del Regno di Sardegna si estesero a livello nazionale gli articoli 420-425 del codice penale sabaudo per gli atti omosessuali fra maschi (il lesbismo non era contemplato, né concepito). Tutto ciò avvenne nonostante l'eccezione del Regno delle due Sicilie, considerata l'omosessualità un “carattere particolare delle popolazioni meridionali”.[8]
  - In Inghilterra la pena per l'accusa di sodomia viene ridotta dall'impiccagione all'imprigionamento.
- 1863 – In Gran Bretagna viene emendato l'Atto di Offesa contro la Persona per rimuovere la sentenza di morte per sodomia (oramai inutilizzata dagli anni 1830). La pena diviene l'imprigionamento dai 10 anni a quello a vita.[9]
- 1865 – San Marino decriminalizza la sodomia.[10]

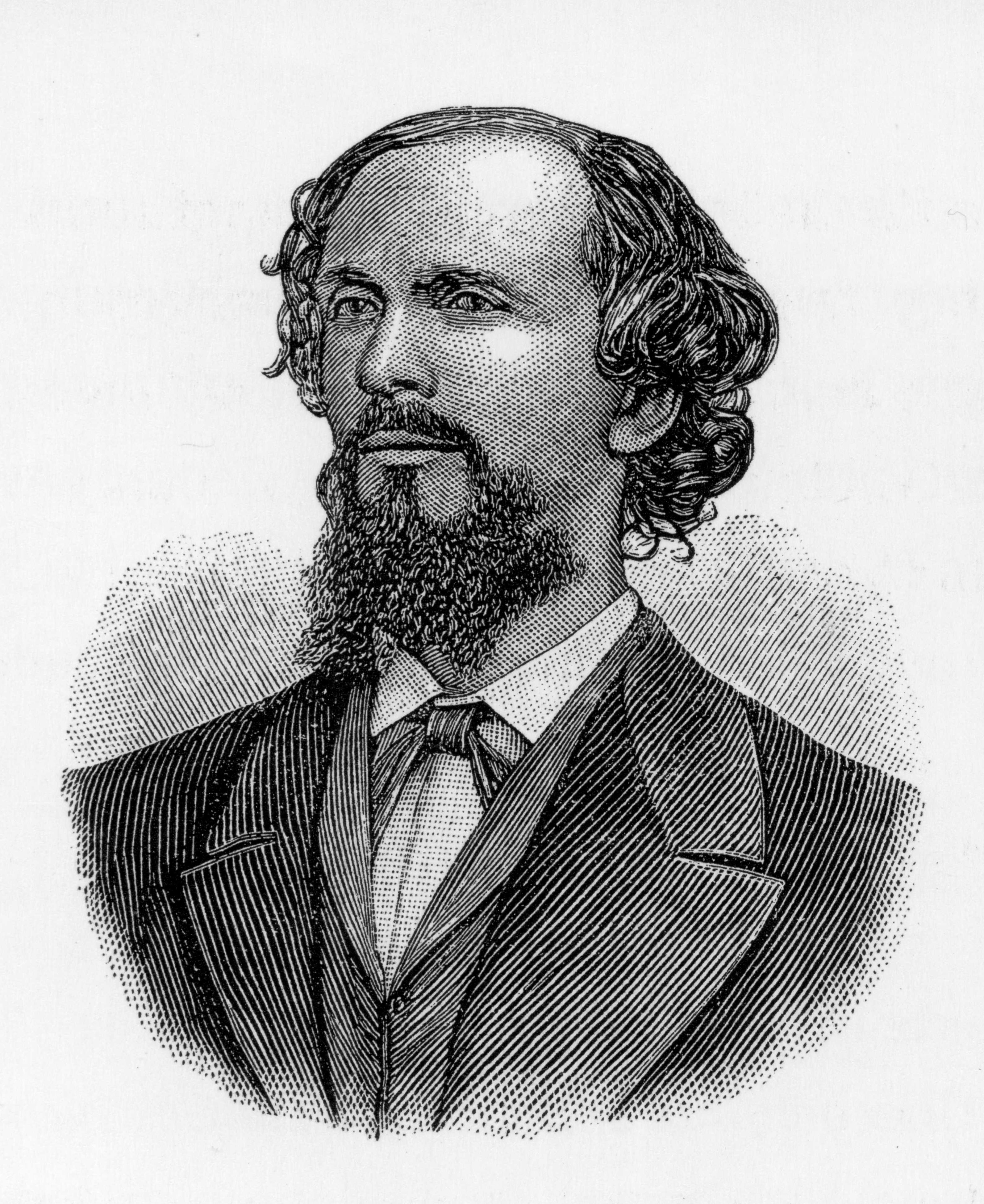
Karl Heinrich Ulrichs (1825–1895), pioniere dei diritti LGBT

- 1867 – Il 29 agosto 1867, Karl Heinrich Ulrichs diviene il primo auto-proclamatosi omosessuale a parlare pubblicamente di diritti degli omosessuali al Congresso dei Giuristi Tedesco di Monaco per una risoluzione che sproni al ritiro di leggi anti-omosessuali.
- 1869 – I termini ''eterosessualità'' e ''omosessualità'' appaiono alle stampe per la prima volta nel pamphlet ungaro-tedesco scritto da Karl-Maria Kertbeny (1824-1882), il quale inoltre propone (in forma anonima e invano) allo Stato prussiano di annullare la legge anti-sodomia[11]
- 1870 - Viene pubblicato Joseph and His Friend: A Story of Pennsylvania, probabilmente il primo romanzo statunitense su una relazione omosessuale.
- 1871
  - L'omosessualità viene criminalizzata in tutta la Germania mediante il Paragrafo 175 del codice penale del Reich.[12]
  - Guatemala e Messico decriminalizzano gli atti omosessuali.
- 1880 – Il Giappone decriminalizza gli atti omosessuali.
- 1886
  - In Inghilterra, l'Atto Emendativo della Legge Penale del 1885, che illegalizzava le relazioni tra uomini (ma non tra donne) viene promosso dall'Autorizzazione Reale della Regina Vittoria.
  - Lo psichiatra e neurologo tedesco Richard von Krafft-Ebing pubblica il libro “Psychopathia sexualis”, in cui riutilizza i termini ''eterosessualità'' e ''omosessualità''ufficializzandoli scientificamente. Ribadisce che l'omosessualità è una devianza[11]
  - L'Argentina decriminalizza l'omosessualità.
  - Il Portogallo re-criminalizza gli atti omosessuali.
- 1887 – Promulgazione del Codice Zanardelli, che aboliva ogni differenza di trattamento fra atti omo ed eterosessuali in tutto il territorio del Regno d'Italia.
- 1888 – A Roma viene processato e imprigionato il senatore Luigi Pissavini reo di aver compiuto atti omosessuali con ragazzi, a fronte però di una congiura nei suoi confronti.[13]
- 1889 - In Inghilterra si ha lo Scandalo di Cleveland Street, che fece scalpore per il coinvolgimento di alte autorità in un'incursione ad un bordello omosessuale. L'evento acuì la diffamazione dell'omosessualità.[14][15][16]
- 1892
  - La parola “bisessuale” viene usata per la prima volta nella traduzione di Charles Gilbert Chaddock del saggio Psychopathia Sexualis di Kraft-Ebing.
  - 22 febbraio - Nasce una delle prime donne bisessuali apertamente dichiaratesi nell'era moderna, la poetessa Edna St. Vincent Millay.
- 1894 – Il 23 giugno nasce Alfred Kinsey, biologo e pioniere sugli studi della sessualità umana.
- 1895

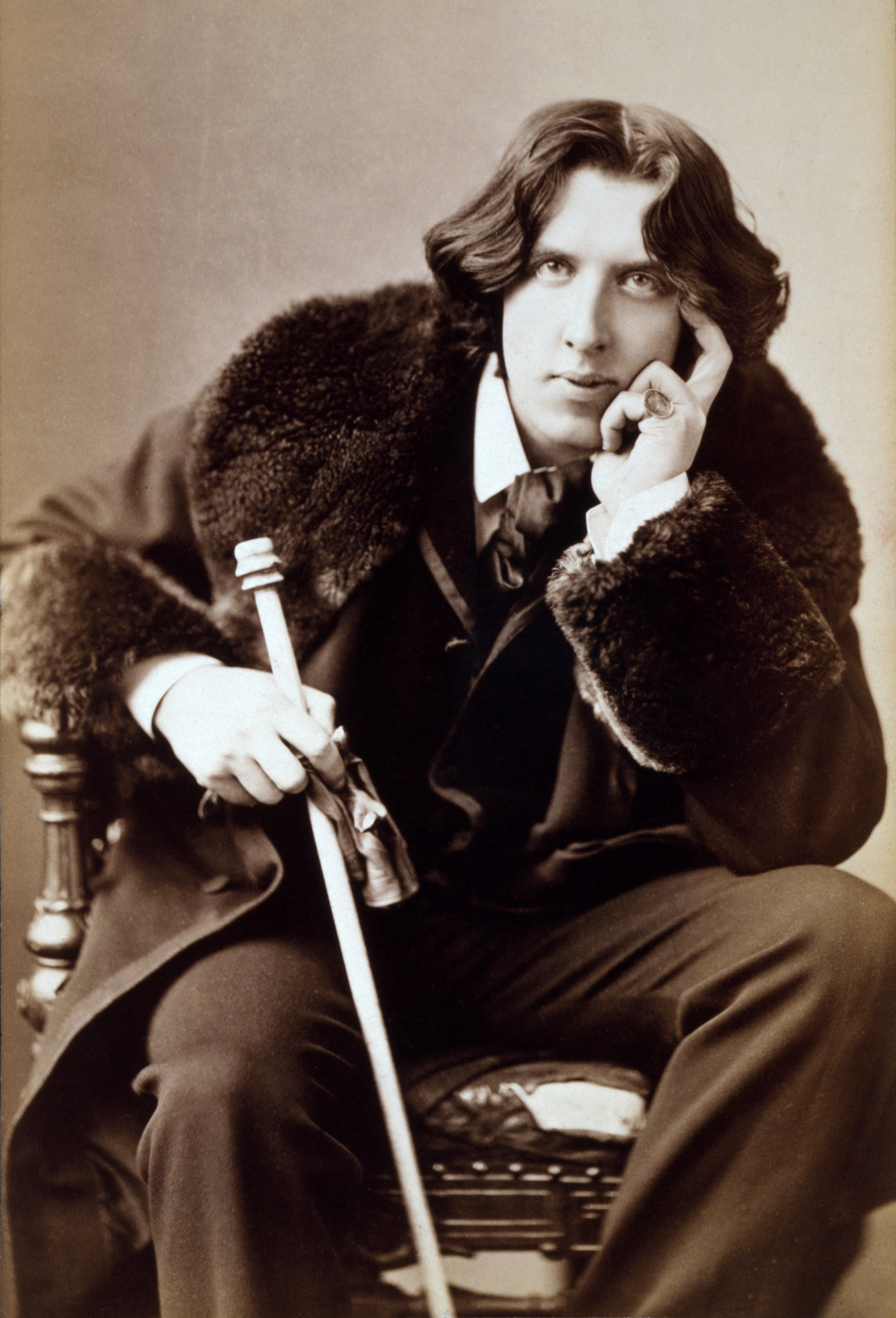
Oscar Wilde in una foto di Napoleon Sarony

- - Il processo ad Oscar Wilde si conclude con l'accusa di “Grande Indecenza” secondo l'Atto Emendativo della Legge Penale del 1885 e l'autore viene condannato a due anni di prigione.[17]
  - Earl Lind fonda il Cercle Hermaphroditos, il primo gruppo ad annunciare un'agenda politica per la lotta contro la persecuzione degli omosessuali.
- 1896 - Sigmund Freud comincia a pubblicare le sue idee sulla psicoanalisi. Freud era del parere secondo cui tutti gli uomini fossero inizialmente bisessuali e che poi una particolare persona potesse manifestare eterosessualità o omosessualità, come risultato di fattori ambientali interagenti con impulsi biologici sessuali. Freud espresse seri dubbi sulla potenzialità di una conversione terapeutica.
- 1897
  - Magnus Hirschfeld fonda il Wissenschaftlich-humanitäres Komitee (comitato scientifico-umanitario) il 14 maggio per organizzare la rimozione del Paragrafo 175 e l'introduzione dei diritti degli omosessuali.
  - Gorge Cecil Ives organizza il primo gruppo per i diritti omosessuali inglese, l'Ordine di Chaeronea.

## XX secolo

### 1900-1909
- 1903 – Il 21 febbraio la polizia di New York conduce la prima incursione documentata negli Stati Uniti di una sauna gay, gli Ariston Hotel Baths. 26 uomini vengono arrestati, 12 processati per sodomia e 7 uomini vengono condannati da 4 a 20 anni in prigione.[18]
- 1906 – Viene pubblicato il potenzialmente primo romanzo gay in America, Imre: A Memorandum, di Xavier Mayne, pseudonimo di Edward Irenaeus Prime-Stevenson.
- 1907 – Adolf Brand, leader attivista della Gemeinschaft der Eigenen per la rimozione del Paragrafo 175, pubblica un articolo che svela l'omosessualità del cancelliere tedesco, il principe Bernhard von Bülow. Il principe chiama in giudizio Brand per diffamazione e lo copre di mala reputazione; Brand viene condannato a 18 mesi in prigione.[19]
- 1907–1909 – Ha luogo lo Scandalo Harden-Eulenburg in Germania, con le accuse di rapporti omosessuali presso alcuni membri del gabinetto e della cerchia dell'imperatore Guglielmo II di Germania[20]

### 1910-1919

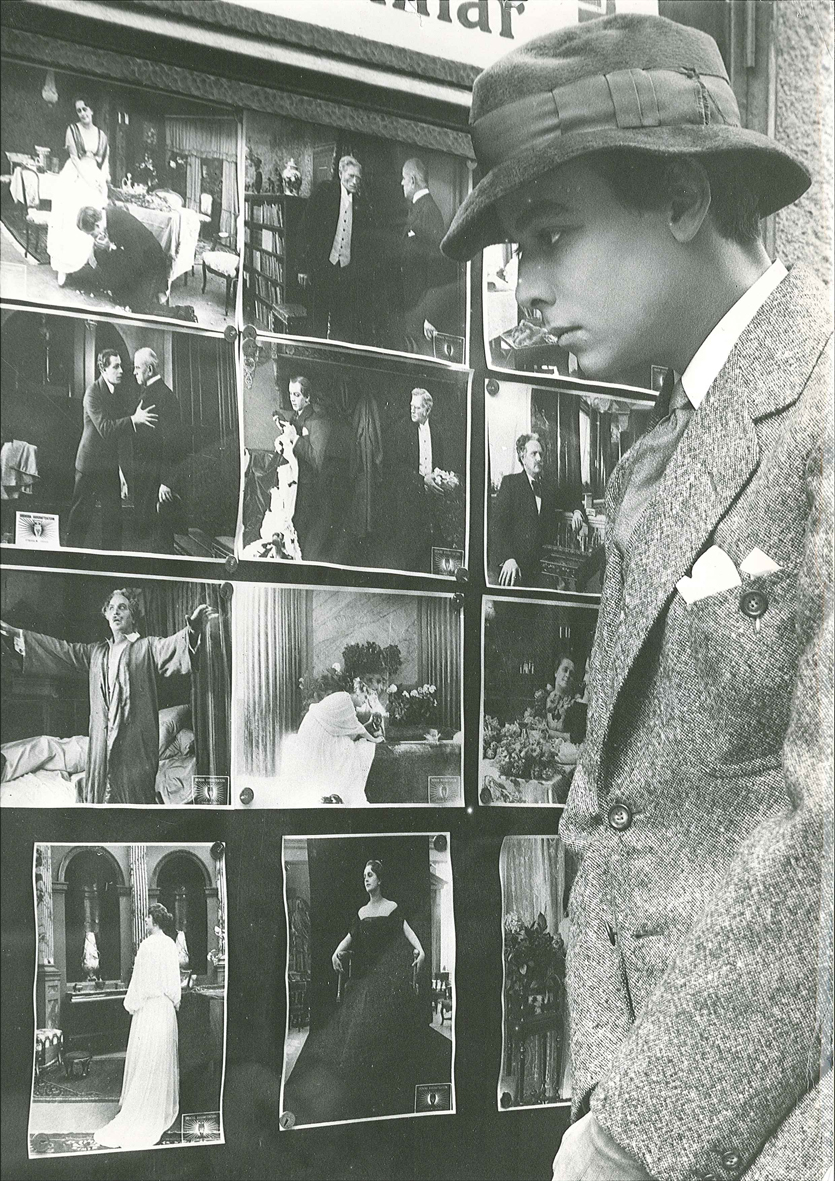
Nils Asther nel film Vingarne

- 1910 – Emma Goldman inizia a parlare per la prima volta pubblicamente in favore dei diritti degli omosessuali.
- 1916 - In Svezia, Mauritz Stiller dirige il primo film a tematica omosessuale Vingarne (le ale).
- 1917 – La Rivoluzione d'Ottobre in Russia revoca il precedente codice penale nella sua interezza – incluso l'Articolo 995.
- 1919

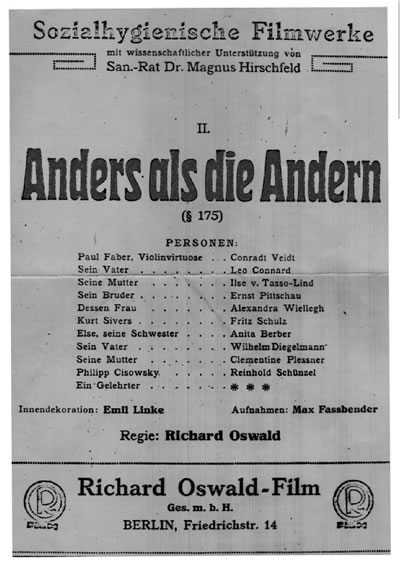
Anders als die Andern è un film sui temi dell'omosessualità

- - Richard Oswald, attivista per i diritti omosessuali, dirige il film a tematica omosessuale “Anders als die Andern” (tradotto in inglese come Different from the Others, Differente dagli Altri).
  - A Berlino, Doctor Magnus Hirschfeld cofonda l'Institut für Sexualwissenschaft (Istituto di Ricerche Sessuali), un istituto di ricerche e di consulenza privato, pioniere del genere. La sua biblioteca di migliaia di libri fu distrutta dai Nazisti nel maggio del 1933.[21][22][23]

### 1920-1929
- 1920 – La parola “gay” viene usata per la prima volta in riferimento agli omosessuali presenti nelle metropolitane inglesi.
- 1921 – In Inghilterra fallisce un tentativo di rendere illegale il lesbismo.
- 1922 – Diviene effettivo un nuovo codice penale in URSS che ufficialmente decriminalizza l'omosessualità.
- 1924
  - Viene fondata a Chicago la prima organizzazione per i diritti degli omosessuali americana – The Society for Human Rights (La Società per i Diritti Umani). Il movimento esiste per alcuni mesi prima di essere terminato dalla polizia.
  - Panama, Paraguay e Perù legalizzano l'omosessualità.
- 1926 – Il New York Times è la prima maggiore testata ad usare il termine "omosessualità".
- 1927 – Viene modificato il Codice Rocco[anacronismo: il Codice Rocco è del 1930] in materia delle condanne per omosessualità voluto dal regime fascista. Alla fine di una lunga discussione si ammise che stabilire una legge a tal riguardo equivaleva a dire che in Italia vi fosse la presenza di tale “vizio”. Per tali motivi e, erroneamente, considerando minima la presenza omosessuale in Italia, si decise di affidare i vari casi relativi all'intervento della polizia che, dopo aver sottoposto il caso alla Commissione Provinciale, doveva provvedere alla diffida o all'ammonizione e al diffido. Oltre 20000 uomini furono ammoniti e diffidati. Molti furono spediti nelle isole del Mediterraneo (prevalentemente le Tremiti). Oltre a ciò, era pensiero comune nel regime che tali questioni dovessero essere affidate alla Chiesa cattolica.[24]
- 1927 - All'interno del film Ali, due soldati uomini si baciano mentre uno di loro due è in punto di morte. Così facendo, Richard Arlen e Charles Rogers diventano la prima coppia omosessuale ad essersi baciata all'interno di un film. La pellicola vincerà poi l'Oscar al miglior film alla prima edizione degli Academy Awards.[25]
- 1927 circa – Si diffonde il cosiddetto Pansy Craze, un periodo della fine degli anni venti e inizi anni trenta in cui i club gay e i loro performer (noti come pansy performer) sperimentarono una vera e propria ondata nella cultura underground popolare degli Stati Uniti.
- 1928 – Radclyffe Hall pubblica negli Stati Uniti Il Pozzo della Solitudine (The Well of Loneliness). Il libro fa scintille sulla grande controversia legale e porta il tema dell'omosessualità alla discussione pubblica americana.
- 1929
  - 22 maggio - Muore l'autrice di America the Beautiful, Katharine Lee Bates.
  - 16 ottobre – Un comitato del Reichstag (Parlamento Tedesco) vota per la revoca del Paragrafo 175. Allo stesso tempo i nazisti salgono al potere impedendo il completamento del voto.

### 1930-1939
- 1930
  - Una nuova legge penale danese decriminalizza l'omosessualità. Entra in vigore nel 1933.
  - Marlene Dietrich, in una scena del film Marocco, bacia una comparsa di genere femminile. La scena, improvvisata e mai censurata, diventerà il primo bacio lesbico nella storia del cinema mondiale.[26]
  - La pittrice danese Einar Wegener inizia le sue operazioni di riassegnamento sessuale che porteranno alla rimozione degli organi genitali maschili e all'introduzione di organi genitali femminili, il tutto sotto la supervisione del sessuologo Magnus Hirschfeld. Lili Elbe, il suo nuovo nome, fu la prima persona transgender operata documentata.
- 1932 – Il nuovo codice penale polacco decriminalizza l'omosessualità in tutta la Polonia.
- 1933
  - L'NSDAP (Partito Nazionalsocialista dei Lavoratori Tedeschi) proibisce i gruppi omosessuali. Gli omosessuali vengono mandati in campi di concentramento. I nazisti bruciano la libreria dell'Institut für Sexualwissenschaft (Istituto per la Ricerca Sessuale) di Magnus Hirschfeld e distruggono l'intero istituto.[24]
  - La Danimarca e le Filippine decriminalizzano l'omosessualità.
  - Gli atti omosessuali vengono re-criminalizzati in URSS.[27]
- 1934 – L'Uruguay decriminalizza l'omosessualità.
  - L'Articolo 121 del codice criminale russo prevede la reclusione nei gulag degli omosessuali. La persecuzione russa sarà continuativa fino al 1992, producendo la condanna di cinquantamila maschi omosessuali.[28][29]
- 1936 – Federico García Lorca, poeta spagnolo, viene fucilato agli inizi della guerra civile.[30]

Triangolo rosa.

- 1937 – Anno del primo utilizzo del triangolo rosa per gli uomini omosessuali nei campi di concentramento nazisti.[31]
- 1930-1945 - Il dottore nazista Carl Vaernet utilizza iniezioni ormonali e altre tecniche con lo scopo di "curare l'omosessualità" durante il periodo nazista. Le cavie sono i prigionieri omosessuali nei campi di concentramento, che vengono, così, trucidati nelle sperimentazioni. Dopo la guerra il "medico" fu preso dalle autorità britanniche e consegnato alle autorità danesi per la condanna per i suoi crimini di guerra contro gli omosessuali, sebbene sembra che sia riuscito a fuggire.[32]

### 1940-1949
- 1940 – L'Islanda decriminalizza l'omosessualità.
- 1942 – La Svizzera decriminalizza l'omosessualità, con un'età di consenso imposta a 20 anni.
- 1944
  - La Svezia decriminalizza l'omosessualità entro un'età di consenso imposta a 20 anni.
  - Il Suriname legalizza l'omosessualità.
- 1945
  - Successivamente alla liberazione dai campi di concentramento da parte delle forze Alleate, coloro che erano internati per omosessualità non vengono rilasciati, ma viene richiesta la loro incarcerazione per i rimanenti anni di condanna stabiliti dall'ancora vigente Paragrafo 175.[33]
  - Il Portogallo decriminalizza l'omosessualità.
- 1946 – Il “COC” (acronimo tedesco per “Centro per la Cultura e la Ricreazione”), una delle prime organizzazioni omofile, viene fondata in Paesi Bassi. È la più antica organizzazione LGBT sopravvissuta.
- 1947 – A Los Angeles viene scritta e auto-edita da Lisa Ben la prima pubblicazione LGBT nordamericana, Vice Versa.
- 1948
  - Viene formato in Danimarca il “Forbundet af 1948” (“Lega del 1948”), un gruppo omosessuale.
  - Le autorità comuniste della Polonia fanno dei 15 anni l'età di consenso per tutti i rapporti sessuali, omosessuali ed eterosessuali.
  - Alfred Kinsey pubblica il primo volume del Rapporto Kinsey “Il Comportamento Sessuale nel Maschio Umano”, il primo tentativo di dare alla scienza una documentazione statistica molto estesa e insieme dettagliata sull'attività sessuale dell'uomo.
- 1949 – La Siria vara una legge che punisce il rapporto anale con uomini, donne o animali con la prigione fino ad un anno.

### 1950-1959
- 1950
  - In Italia, Pepe Diaz, con l'aiuto di Bernardino Del Boca, pubblica la rivista Scienza e Sessualità (poi Sesso e Libertà) provvista di una rubrica sull'omosessualità.
  - In Svezia viene formata la Federazione Svedese per i Diritti Lesbici, Gay, Bisessuali e Transgender (RFSL).
  - La Germania Est abroga parzialmente gli emendamenti nazisti del Paragrafo 175.
  - La Mattachine Society, il primo gruppo omosessuale americano, viene formato a Los Angeles.
  - 190 individui americani vengono congedati dall'occupazione governativa per il loro orientamento sessuale, iniziando così la “Lavender Scare” (terminologia che si riferisce alla persecuzione americana nei confronti degli omosessuali; è associata alla “Red Scare” o “Maccartismo”, riferito alla mentalità anti-comunista. Entrambe iniziate negli anni cinquanta).[34]
- 1951 – La Grecia decriminalizza l'omosessualità.
- 1952
  - Bernardino Del Boca non riesce a pubblicare la prima rivista omosessuale (Tages).
  - Viene fondata la ONE, Inc., un'organizzazione per i diritti gay, in America.
  - Christine Jorgensen diventa la prima persona a subire un riassegnamento sessuale chirurgico, in tale caso da maschio a femmina, facendo scalpore a livello internazionale.
- 1953
  - Alfred Kinsey pubblica il secondo volume del Rapporto Kinsey “Il Comportamento Sessuale nella Femmina Umana”, il primo tentativo di dare alla scienza una documentazione statistica molto estesa e insieme dettagliata sull'attività sessuale della donna.
  - In Italia, viene assolto Gino Olivari dopo il processo per alcuni articoli sull'omosessualità.[8]
- 1954
  - 7 giugno – Alan Turing muore di avvelenamento da cianuro, 18 mesi dopo essergli stato imposto un trattamento di ormoni riducenti la libido per un anno, come punizione della sua omosessualità.[35][36][37][38]
  - In Francia viene formato l'Arcadie, il primo gruppo omosessuale francese.
  - Tutta una serie di uomini ben noti, tra cui Lord Montagu, Michael Pitt-Rivers e Peter Wildeblood, furono accusati del reato di omosessualità dalle indagini della polizia britannica in una sommossa maccartista.[39]
- 1955 – Viene fondato a San Francisco, California, il gruppo Daughters of Bilitis (Figlie di Bilitis), la prima e principale organizzazione lesbica americana.
- 1956
  - La Thailandia decriminalizza gli atti omosessuali.
  - Il Bahrein vara una legge che punisce “gli atti sessuali contro natura” con la prigione fino a 10 anni, con o senza punizioni corporali.
- 1957
  - Viene coniata la parola “Transessuale” dal medico statunitense Harry Benjamin.
  - La Commissione per il Rapporto Wolfenden (Report of the Departmental Committee on Homosexual Offences and Prostitution) consiglia una decriminalizzazione dei comportamenti omosesessuali consensuali tra adulti nel Regno Unito.
  - Lo psicologo Evelyn Hooker pubblica uno studio che mostra come gli uomini omosessuali siano psicologicamente sani quanto quelli non-omosessuali, cosa che diviene un fattore di gran riguardo nell'American Psychiatric Association (Associazione Psichiatrica Americana) (APA) che rimuoverà per prima, nel 1973, l'omosessualità dal suo manuale di disturbi mentali.
  - Dal 1939 al 1969 (Moti di Stonewall) le "terapie di conversione" ebbero il loro "periodo d'oro" di trattamenti aggressivi sugli omosessuali e furono largamente approvate dalle eminenti autorità psichiatriche. Tra i vari ricercatori ad eseguire tali terapie ricordiamo: Edmund Bergler, Irving Bieber, Albert Ellis, Abram Kardiner, Sándor Radó e Charles Socarides. Tali studiosi abbandonarono completamente le ipotesi freudiane. Le idee di "terapia riparativa" furono soppiantate in gran parte dopo i Moti di Stonewall, e anche fino allora furono contrastate dall'azione di molti scienziati (es. Evelyn Hooker e Martin E. P. Seligman) che già ne annunciavano, oltre che l'inefficacia, la probabile e riscontrata dannosità. Rimasero comunque alcuni rami filo-religiosi, tuttora esistenti (vedi più avanti).[40]
- 1958
  - Viene fondata nel Regno Unito la Homosexual Law Reform Society (Società di Riforma delle Leggi sugli Omosessuali).
  - Barbara Gittings forma la sezione newyorkese delle Daughters of Bilitis.
  - La Corte Suprema statunitense vota a favore del Primo Emendamento per i diritti di una rivista gay e lesbica, determinando così la prima legiferazione positiva in un caso di omosessualità.
- 1959 – Giò Stajano, transessuale, pubblica il romanzo autobiografico “Roma Capovolta”. Il romanzo viene sequestrato dopo due mesi. È oggi considerato il primo italiano dichiaratosi pubblicamente omosessuale.

### 1960-1969
- 1960
  - 22 gennaio – L'On. Clemente Manco, del Movimento Sociale (MSI) propone la legge n° 2990: “Chiunque ha rapporti sessuali con persona dello stesso sesso è punito con la pena della reclusione da sei mesi a due anni... Se dal fatto deriva pubblico scandalo, la pena è aumentata... ecc.”[41]
  - Aprile – A Roma, Konstantin Feile (uno scultore tedesco) viene denunciato perché fautore di un giro internazionale di prostituzione di minorenni. Decine di ragazzi vi sono coinvolti. L'artista viene condannato a tre anni per corruzione di minorenni e altri reati. A tal riguardo Pier Paolo Pasolini scriverà una lettera di disapprovazione del linguaggio utilizzato da tutta la stampa per parlare della questione omosessuale. Il documento rimane nascosto fino al 1999.
- 1961
  - 29 aprile – L'On. Bruno Romano, del PSDI, presenta una proposta di legge che vede la condanna fino a dieci anni per chiunque abbia rapporti omosessuali, e fino a venti se ci sono aggravanti.[41]
  - La Cecoslovacchia e l'Ungheria decriminalizzano la sodomia.
  - Il Vaticano dichiara che a chiunque sia “affetto dall'inclinazione perversa” non dovrebbe essere permesso di prendere i sacramenti religiosi né essere ordinato nella Chiesa Cattolica Romana.[senza fonte]
  - L'Egitto vara la legge per la lotta alla prostituzione, parlando di depravazione e non definendola ulteriormente. Questa legge può essere usata contro gli omosessuali; l'omosessualità non è ufficialmente menzionata nel codice penale, ma può essere punita come “atto immorale”.
  - Jose Sartia diviene il primo candidato apertamente gay nel mondo quando concorre alle elezioni per il Consiglio dei Supervisori di San Francisco.
  - 11 settembre - The Rejected, il primo documentario sull'omosessualità, viene trasmesso dalla KQED TV di San Francisco.
- 1962
  - L'Illinois diviene il primo Stato americano a rimuovere la legge anti-sodomia dal suo codice penale.
  - Il Marocco vara la legge secondo cui “atti libidinosi o innaturali con individui dello stesso sesso sono puniti con il carcere da 6 mesi a 3 anni e un'ammenda da 120 a 1000 dirham”
- 1963

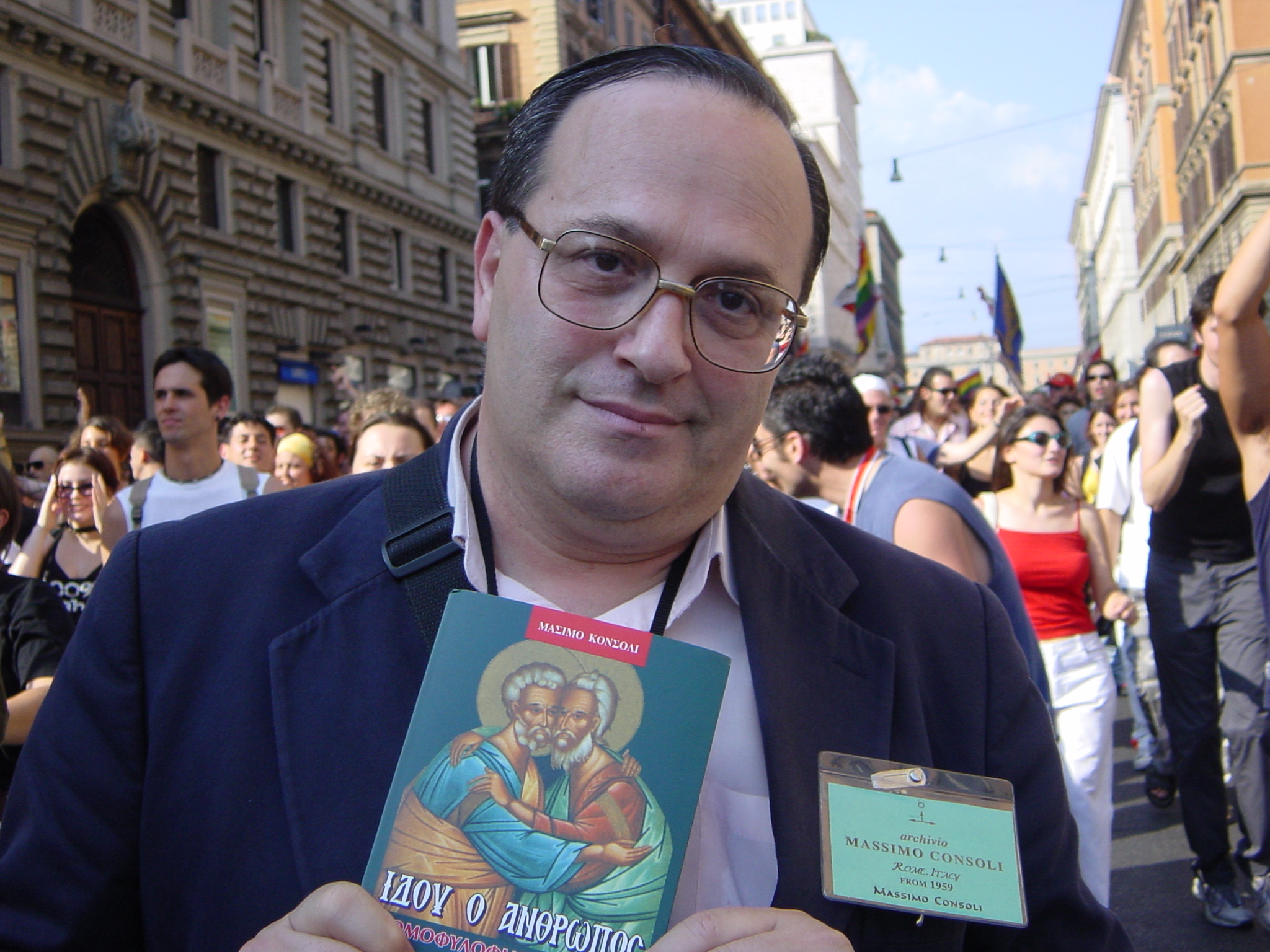
Massimo Consoli nel 2002.

- - A Roma nasce il gruppo La Rivoluzione è Verde con fondatore Massimo Consoli. Essa ha lo scopo di protestare contro la stampa che affronta la tematica omosessuale con linguaggi poco appropriati.
  - Israele decriminalizza de-facto la sodomia e gli atti sessuali tra uomini mediante una decisione giuridica contro l'applicazione della sezione relativa nel vecchio mandato legislativo britannico del 1936 (che effettivamente non fu mai attuato).
- 1964
  - 28 maggio – Viene approvato il decreto N° 496 l'«Elenco delle imperfezioni e delle infermità che sono causa di non idoneità al servizio militare». Le imperfezioni sono «personalità abnormi e psicopatiche (impulsivi, insicuri, astenici, abulici, depressivi, labili di umore, invertiti sessuali), dopo osservazione in ospedali militari» (art. 28), e «le sindromi psico-neurotiche (nevrasteniche, isteriche, ossessive e ansiose, associate o no a segni di neurodistonia e a manifestazioni organo-neurotiche)» (art. 29).[42]
  - Settembre – Panorama pubblica un dossier sul “problema dell'omosessualità”.
  - La Tunisia vara una legge che punisce con la prigione fino a 3 anni la “sodomia” tra adulti consenzienti.
  - Il Canada vede la nascita della sua prima organizzazione pro-gay, la Vancouver's Association for Social Knowledge (ASK), e delle prime riviste gay: ASK Newsletter (a Vancouver), e Gay (della Gay Publishing Company di Toronto). Gay sarà il primo periodico ad usare questo termine nel titolo e si diffuse rapidamente, fino a giungere ad una distribuzione americana col nome Gay International. Questa fu presto seguita dalla Two (della Gayboy (poi Kamp) Publishing Company di Toronto).[43][44]
- 1965 - George Klippert viene arrestato per sesso consensuale privato con uomini. Dopo essere stato dichiarato "incurabilmente omosessuale", fu sentenziato ad un indefinito periodo di "detenzione preventiva" come pericoloso "criminale sessuale". Ciò fu considerato da molti canadesi estremamente omofobico, e portò alla pubblicazione di articoli simpatizzanti la causa omosessuale nei quotidiani Mclean's e Toronto Star, contribuendo così all'aumento delle richieste di una riforma legale in Canada.
- 1966
  - Maggio – Massimo Consoli fonda l'Associazione Culturale ROMA-1. Sono soci lo scrittore Dario Bellezza, il musicista Sylvano Bussotti e il Principe Franco Caracciolo. «ROMA-1» equivale a «Rivolta Omosessuale dei Maschi Anarchici - 1ª fase» ed ha come scopo il raggiungimento di un documento programmatico, simile a quelli esteri, e di creare un gruppo di sostenitori della causa.
  - The Mattachine Society promuove un "Sip-In" al Julius Bar di New York, contestando la New York State Liquor Authority che proibiva di servire alcol ai gay.
  - Il Senegal vara la legge secondo cui “Chiunque commetterà un improprio o innaturale atto con una persona dello stesso sesso, sarà punito con la prigione da 1 a 5 anni e una multa da 100.000 a 1.5 milioni di franchi”.
  - Viene stabilita la Conferenza Nazionale di Programmazione delle Organizzazioni Omofile (poi Conferenza Nord Americana delle Organizzazioni Omofile, NACHO).
  - Esplode la Sommossa della Compton's Cafeteria a San Francisco, la prima rivolta transgender in America.[45]

Viene pubblicato il libro The transsexual phenomenon (Il fenomeno transessuale) del dott. Harry Benjamin.
- 1967
  - Il Partito Radicale promuove varie manifestazioni, dichiarando il 1967 «anno anticlericale» L'11 febbraio si ha una dimostrazione di fronte a Porta Pia che finisce nei disordini. Vi fanno parte Roma-1, Marco Pannella e Massimo Consoli. Poco dopo, i radicali danno via ad un convegno su «Sessuofobia e Clericalismo», presieduto da Luigi De Marchi, segretario dell'AIED, Associazione Italiana Educazione Demografica.
  - Il Ciad decriminalizza l'omosessualità.
  - Viene stabilito l'Atto per il Delitto a Sfondo Sessuale del 1967 che decriminalizza in Inghilterra e in Galles il comportamento omosessuale.
  - Il libro “Homosexual Behavior Among Males” di Cainwright Churchill prepara il terreno ai successivi studi riguardanti l'omosessualità come un fatto della vita e introduce il termine “homoerotophobia”, un possibile precursore di “homophobia”.
  - Apre a New York City la prima libreria omosessuale, la Oscar Wilde Bookshop.
  - Viene creato in Argentina il primo gruppo omosessuale latino-americano, “Nuestro Mundo” (Mondo Nostro).
  - Un'incursione al Black Cat Bar di San Francisco promuove l'attività per i diritti omosessuali.[46]
  - La Lega Omofila Studentesca alla Columbia University è il primo gruppo studentesco gay riconosciuto istituzionalmente negli Stati Uniti.
- 1968
  - Il Paragrafo 175 viene semplificato nella Germania Est, decriminalizzando gli atti omosessuali dall'età dei 18 anni.
  - La Bulgaria decriminalizza le relazioni omosessuali adulte.
- 1969
  - Gennaio – Si ha il caso del tredicenne Ermanno Lavorini, scomparso da casa. Verrà poi trovato morto, assassinato dai suoi amici ma, per anni, l'Italia, sconvolta da uno dei casi più sentiti dalla nazione, scatenerà una vera e propria caccia alle streghe dando, senza minima prova, la colpa dell'accaduto agli omosessuali.[47]
  - A New York hanno luogo i Moti di Stonewall, una serie di violenti scontri tra omosessuali e polizia, iniziati con l'incursione della polizia nel bar Stonewall Inn nel Greenwich Village. Ciò avvenne precisamente la notte tra il 27 e il 28 giugno 1969 ed è proprio per commemorare quest'inizio della rivolta, considerato anche l'inizio effettivo del movimento di liberazione omosessuale moderno, che il 28 giugno è stabilito come data della “Giornata Mondiale dell'Orgoglio LGBT” altresì detto “Gay Pride”. I moti sconvolsero la pubblica discussione in tutto il mondo.[48][49][50][51][52][53][54]
  - Il Paragrafo 175 viene semplificato nella Germania Occidentale.
  - Il comportamento omosessuale viene legalizzato in Canada con un'età di consenso di 21 anni per la sodomia e di 14 per la non-sodomia. Il Primo Ministro canadese dichiara una frase spesso citata successivamente: “Il governo non ha nulla a che fare nelle camere da letto della nazione”.
  - La Polonia decriminalizza la prostituzione omosessuale.
  - Si forma a Melbourne un ramo australiano delle Daughters of Bilitis ed è considerato la prima organizzazione per i diritti omosessuali in Australia.
  - 31 dicembre - Le Cockettes si esibiscono per la prima volta al Palace Theatre on Union and Columbus nella North Beach di San Francisco.

### 1970-1979
- 1970
  - 10 settembre – Il Messaggero pubblica l'articolo «Furore», di Guido Maria Baldi. L'autore parla di «simboli demoniaci della nostra età: la bomba atomica e l'orgoglio spavaldo della omosessualità»: «di fronte ad un siffatto verminoso male, quali sono i rimedi? I gendarmi e le carceri o magari la forca e la frusta?». Baldi è contrario a «l'inaudita richiesta di profanare il matrimonio consentendo un crisma legale ad unioni abominevoli contro natura» . «Max Nordau, in un celeberrimo libro dedicato a Cesare Lombroso, sulla scia di Kraft-Ebing e di Morel... sosteneva che i degenerati devono perire». L'articolo fa discutere le associazioni gay e i simpatizzanti.[42]
  - 13 settembre – Riccardo Peloso apre uno dei primi locali gay, il Kitsch.
  - 27 novembre – a Londra, presso Highbury Fields, avviene la prima manifestazione del Gay Liberation Front, incentrata contro la violenza della polizia britannica nei confronti degli omosessuali.[55]
  - La prima Marcia per il Giorno della Liberazione Omosessuale ha luogo a New York City; lo stesso accade a Los Angeles e a San Francisco.
  - Carl Wittman scrive A Gay Manifesto;[56][57]
  - Viene formato in Australia il CAMP (Campagna contro la Prosecuzione Morale).
- 1971
  - 15 aprile - La Stampa pubblica un articolo di Andrea Romero che solleverà molte polemiche. In seguito, però, il quotidiano si rifiuterà di pubblicare le lettere di replica ricevute.
  - 20 novembre - Esce ad Amsterdam il «Manifesto per la Rivoluzione Morale: L'Omosessualità Rivoluzionaria», conosciuto anche come «Manifesto Gay». È il primo documento teorico italiano.
  - Il Qatar vara una legge che punisce la “sodomia” tra adulti consenzienti (senza badare al loro sesso) con la prigione fino a 5 anni. Vige la legge della sharia.
  - Viene formata a Melbourne la “Society Five”, un'organizzazione per i diritti omosessuali.
  - L'omosessualità viene decriminalizzata in Austria, Costa Rica e Finlandia.
  - Colorado ed Oregon revocano le leggi anti-sodomite.
  - L'Idaho revoca le leggi anti-sodomite – Poi le ristabilisce a causa dell'offesa mormonica e cattolica.
  - I Paesi Bassi cambiano l'età di consenso omosessuale a 16 anni, la stessa per quella eterosessuale.
  - Il Partito Libertario statunitense richiede la revoca di tutte le leggi per i crimini privi di una qualsiasi vittima, incluse le leggi anti-sodomite.
  - Il Dr. Frank Kameny diviene il primo candidato apertamente gay per il Congresso degli Stati Uniti.
  - L'Università del Michigan stabilisce il primo ufficio collegiale con programma LGBT, successivamente conosciuto come “Gay Advocate's Office”.
  - Il Gay Liberation Front (GLF) britannico viene riconosciuto come movimento politico nel gazzettino nazionale.[58]
- 1972
  - 27 febbraio - Viene pubblicata la rivista omosessuale FUORI!.
  - 8 marzo - Mariasilvia Spolato fa coming out durante una manifestazione femminista in piazza a Roma, diventando la prima donna dichiaratamente lesbica nella storia d'Italia. Per tale motivo perde la cattedra da docente universitaria, licenziata direttamente dal Ministero dell'istruzione.[59]
  - 5 aprile - Prima manifestazione omosessuale italiana, a Sanremo; partecipano Angelo Pezzana, Mario Mieli e Françoise d'Eaubonne contestando il Congresso di Sessuologia. I tre avevano fondato da un anno il FHAR (Front Homosexuel d'Action Révolutionnaire).
  - 1º maggio – Manifestazione gay a Campo de' Fiori, una delle piazze considerate meno ostili della capitale. In tale episodio alcuni extraparlamentari rovesciano secchi d'acqua sui protestanti, diviene nota l'esclamazione di un militante di Potere Operaio: «Perché, mo' pure li froci dicono che lavorano?».[42]
  - Novembre – Viene pubblicato Con Noi, prima rivista gay popolare. Vi scrivono, tra tutti, Dario Bellezza, Gino Olivari, l'ex-onorevole monarchico Vincenzo Cicerone, Carlo Simi, Massimo Consoli. A Milano si ha invece l'uscita di Homo, rivista alla quale collaborerà l'AIRDO.
  - 13 dicembre - A Milano si costituisce con atto notarile l'AIRDO, Associazione Italiana per il Riconoscimento dei Diritti degli Omofili. Ne sono fondatori Gino Olivari, Elio Modugno e successivamente Leslie Durhan. L'AIRDO userà una terminologia che sta svanendo (omofili) e un'educazione delle masse inappropriata, come dimostravano i Moti di Stonewall. Si ha comunque un effetto positivo per il futuro del movimento milanese.
  - La Svezia diviene il primo paese al mondo a permettere ai transessuali di cambiare legalmente il proprio sesso, provvedendo a terapie gratuite ormonali.
  - Le Hawaii legalizzano l'omosessualità.
  - La Norvegia decriminalizza l'omosessualità.
  - Nell'Australia Meridionale viene introdotta una difesa per gli atti omosessuali privati e consensuali tra adulti.
  - Lansing, Ann Arbor (Michigan) e San Francisco (California) divengono le prime città negli Stati Uniti ad approvare un'ordinanza sui diritti degli omosessuali.
  - Jim Foster, San Francisco e Madeline Davis, Buffalo, New York sono i primi delegati gay e lesbica nel Convegno Democratico di Miami.
  - Viene scritto e registrato il primo inno gay, "Stonewall Nation" di Madeline Davis.
- 1973
  - 19 maggio – Rivolta Omosessuale si trasforma in CIDAMS, Centro Italiano per la Documentazione delle Attività delle Minoranze Sociali. Si distinguono vari settori, i Centri di Documentazione: gay, anarchico, femminile, degli stranieri in Italia. Viene proposto il primo archivio e museo italiano per la storia della cultura gay.
  - La Libia vara la legge secondo cui “Chiunque abbia rapporti [anali] con una persona con il suo consenso sarà punito con il suo partner con la prigione per non più di 5 anni”.
  - L'APA (American Psychiatric Association) rimuove l'omosessualità del suo Diagnostic and Statistical Manual of Mental Disorders (DSM-II) (Manuale Diagnostico e Statistico dei Disordini Mentali), basandosi largamente sulle ricerche e sull'appoggio di Evelyn Hooker.
  - Malta legalizza l'omosessualità.
  - In Germania Occidentale l'età di consenso viene ridotta per gli omosessuali ai 18 anni (pur essendo per gli eterosessuali stabilita a 14).
- 1974
  - Autunno – Si ha la prima inchiesta sull'omosessualità in Italia da parte del CIDAMS.
  - Nascita della Love In Action (LIA) fondata da John Evans ed dal reverendo Kent Philpott. Fu il primo gruppo per divulgare casi di omosessuali che sarebbero stati convertiti o che avrebbero imparato ad astenersi da atti omosessuali o dalle tendenze omosessuali. È noto per gli scandali accaduti negli anni novanta e duemila.[60]
  - Kathy Kozachenko diviene la prima americana apertamente omosessuale eletta pubblicamente quando ottiene una poltrona nel concilio cittadino di Ann Arbor.
  - A New York City, il Dr. Fritz Klein fonda il Bisexual Forum, il primo gruppo di supporto per la comunità bisessuale.
  - L'Ohio revoca le leggi anti-sodomite.
  - Robert Grant fonda l'American Christian Cause in opposizione ai movimenti omosessuali; è l'inizio della moderna politica cristiana in America.
  - A Londra apre il primo callcenter di aiuto apertamente LGBT, seguito l'anno successivo dal Brighton Lesbian and Gay Switchboard.
  - Le Brunswick Four vengono arrestate il 5 gennaio a Toronto, Ontario. Questo incidente di lesbofobia galvanizza la comunità lesbica e gay di Toronto.[61]
- 1975
  - 15 marzo – Nel CIDAMS nasce il TIPCCO, Tribunale Internazionale Permanente per i Crimini Contro l'Omosessualità, su ispirazione del Tribunale Russell.
  - Il CIDAMS inizia il premio Triangolo Rosa che premia «quelle opere inedite che contribuiscano all'evoluzione del pensiero e della comunità gay». Dopo la morte di Pasolini prenderà il nome di Triangolo Rosa-Pier Paolo Pasolini.

Pier Paolo Pasolini

- - 2 novembre – Muore a Roma Pier Paolo Pasolini. Lo scrittore e cineasta viene ucciso brutalmente a bastonate. Fino al 2005 unico colpevole (per confessione) è Pino Pelosi. Nel 2005 Pelosi ritratterà tutto, dichiarandosi innocente e affermando che l'esecuzione dell'autore fu effettuata da tre uomini siciliani e che il suo silenzio era stato fino allora motivato dalla paura di ripercussioni sulla sua famiglia. Sin dall'inizio fu comunque palese il movente discriminatorio.
  - L'omosessualità viene legalizzata in California grazie al disegno di legge scritto da Willie Brown.
  - Elaine Noble diviene la seconda americana apertamente gay eletta in un ufficio pubblico, in Massachusetts.
  - L'Australia Meridionale diviene il primo Stato australiano a rendere legale l'omosessualità tra adulti consenzienti e in privato.
  - Panama è la seconda nazione al mondo a permettere ai transessuali già operati sessualmente di modificare i propri documenti personali in relazione al loro nuovo sesso.
  - Ha inizio la pubblicazione del giornale inglese Gay Left.[62]Proteste per i diritti gay a New York
- 1976

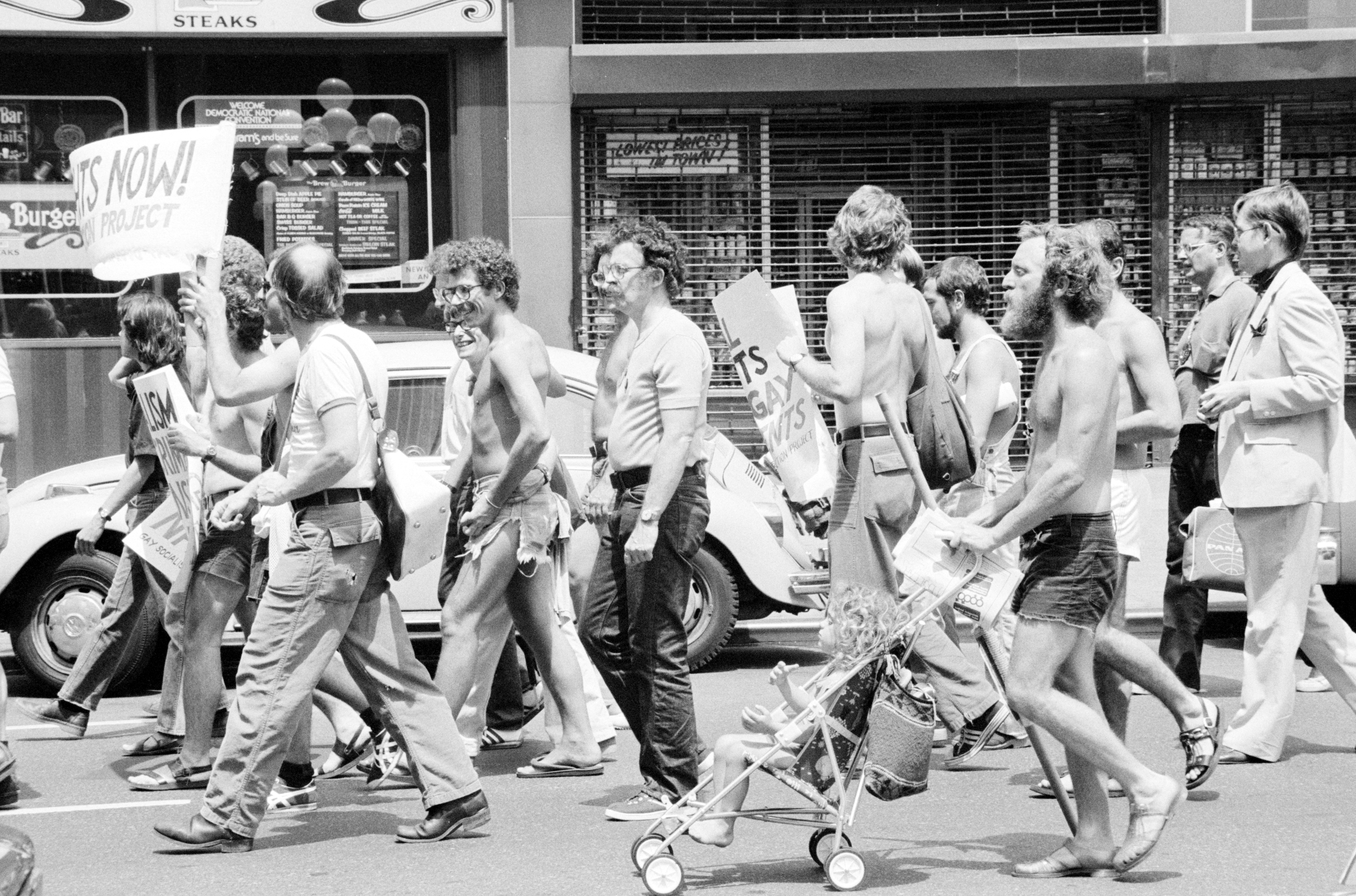
Proteste per i diritti gay a New York

  - Febbraio – Il CIDAMS si trasforma in OMPO's. Qui nasce il primo consultorio medico e sociale per i gay.
  - 26 giugno – Per la prima volta viene festeggiata, in Italia, la ricorrenza dello Stonewall, presso l'OMPO's.
  - 1º luglio – Nascita del primo cineclub gay italiano.
  - 30 ottobre – L'Ompo indice una marcia per ricordare la morte di Pasolini ma la manifestazione viene vietata. La manifestazione memorativa si trasforma quindi in una manifestazione di richiesta e di contrarietà nei confronti del PCI
  - 13 novembre – Il Partito Radicale promuove una seconda marcia per Pasolini.
  - Robert Grant fonda la Christian Voice, con lo scopo di avvalorare la sua crociata nazionale anti-diritti-omosessuali negli Stati Uniti.
  - Nasce l'Exodus International, organizzazione del movimento Ex-gay che adopera i propri metodi di conversione su quelle persone che desiderano modificare in eterosessuale il proprio orientamento. L'ideologia nasce dal concetto fondamentale cristiano che l'omosessualità è un peccato e dal concetto secondo cui l'omosessualità non è una scelta benzì una conseguenza negativa dovuta a vari fattori. La società opera tuttora nel campo ed è l'organizzazione Ex-gay più rilevante.
  - Iniziano in Australia la Coalizione di Riforma Legale sull'Omosessualità e il Gruppo d'Insegnanti Gay.
  - Il Territorio della Capitale Australiana decriminalizza l'omosessualità tra adulti consenzienti ed equipara l'età di consenso a quella eterosessuale. La stessa equiparazione si ha in Danimarca.
- 1977

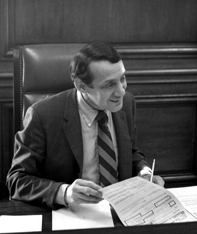
Harvey Milk

- - Harvey Milk viene eletto supervisore cittadino a San Francisco, divenendo il terzo americano apertamente gay eletto in un ufficio pubblico.
  - La contea di Miami-Dade, Florida, emana un'Ordinanza sui Diritti Omosessuali; viene revocata dopo una campagna anti-diritti-omosessuali condotta da Anita Bryant.
  - Il Québec diviene la prima giurisdizione più grande di una città o di una contea al mondo a proibire la discriminazione basata sull'orientamento omosessuale nei settori pubblici e privati.
  - Croazia, Montenegro, Slovenia e Voivodina legalizzano l'omosessualità.
  - L'autore gallese Jeffrey Weeks pubblica Coming Out;[63]Versione originale a 8 colori della bandiera arcobaleno

Versione originale a 8 colori della bandiera arcobaleno

  - Viene pubblicato il primo numero di Gaysweek, il primo settimanale gay newyorkese.
- 1978
  - 3 aprile – Primo Festival Gay. Rassegna della stampa omosessuale, presso l'OMPO's.
  - 24 maggio – Chiusura dell'Ompo's per difficoltà finanziarie. Il 12 luglio Anselmo Cadelli forma dalle sue ceneri la Gay House Ompo's. Inizio dei rapporti col Comune di Roma per l'assegnazione di locali alla comunità gay romana.
  - A San Francisco, il supervisore Harvey Milk e il sindaco George Moscone vengono assassinati dal precedente supervisore Dan White per motivi omofobici.[64][65]
  - Si ha il primo Sydney Gay and Lesbian Mardi Gras.
  - La bandiera arcobaleno viene usata per la prima volta come simbolo del pride omosessuale.
  - La Svezia stabilisce un'uniforme età di consenso.
  - Samois è la prima organizzazione lesbico-femminista BDSM, fondata a San Francisco. Il gruppo è tra i primi sostenitori di ciò che diverrà il “femminismo sex-positive”.
  - Viene fondato l'International Lesbian and Gay Association (ILGA).[66]
  - In Islanda viene fondata l'ogarnizzazione Samtökin '78
- 1979
  - Giugno – Pina Bonanno, del Partito Radicale, fonda il MIT (Movimento Italiano Transessuali). Vi fanno parte Roberta Franciolini (Piemonte), Gianna Parenti (Toscana), Roberta Ferranti (Lazio), Marcella Di Folco (Emilia-Romagna)
  - 23 luglio – Chiusura della Gay House in seguito a vari boicottaggi del Comune di Roma.[42]
  - Si ha la prima marcia nazionale per i diritti omosessuali a Washington, DC.
  - Cuba e Spagna decriminalizzano l'omosessualità.
  - Hanno luogo i moti del White Night.
  - Harry Hay richiede per la prima volta una Radical Faerie in Arizona.
  - In Svezia, un gran numero di persone si mette in malattia per omosessualità, come protesta per la classificazione dell'omosessualità come malattia. A ciò seguirà l'occupazione dell'ufficio principale della National Board of Health and Welfare. In pochi mesi, la Svezia diventa il primo paese al mondo a rimuovere l'identificazione dell'omosessualità come malattia.[67]

### 1980-1989
- 1980
  - 31 ottobre – I Fatti di Giarre: Antonio Galatola e Giorgio Agatino Giammona, due ragazzi gay di 15 e 25 anni vengono trovati morti sotto un pino marittimo di fronte all'attuale ITIS, avendo obbligato un tredicenne ad ucciderli con una pistola.[68].
  - 9 dicembre – In seguito ai Fatti di Giarre, viene fondato il primo circolo Arcigay, a Palermo, su iniziativa di don Marco Bisceglia.
  - Il Partito Democratico americano è il primo partito americano ad introdurre una sezione nel proprio programma per i diritti degli omosessuali.
  - La Scozia decriminalizza l'omosessualità.
  - David McReynolds diviene i primo individuo apertamente omosessuale a concorrere per la presidenza degli Stati Uniti d'America, per il Partito Socialista Statunitense.
  - Viene fondata la “Human Rights Campaign” da Steve Endean, un avvocato per gay, lesbiche, bisessuali e transgender. L'associazione diverrà il più grande gruppo di sostenimento per la lotta ai diritti degli omosessuali.
- 1981
  - 12 giugno – Primo incontro tra Arcigay e partiti, a Palermo e presentazione di un programma e di una serie di richieste.
  - 28 giugno – Festa Nazionale Gay a Palermo.
  - 28 dicembre – Doriano Galli, anziano militante del movimento gay italiano, si fa approvare la prima convivenza legale in Italia con Patrizio Marseglia. Otterrà poi il primo stato di famiglia tra due uomini conviventi «more uxorio», in base alla legge 182, art. 8, del 23 marzo 1956, e i conseguenti diritti legali. Viene aiutato dall'avvocatessa Simonetta Massaroni, dall'On. Adele Faccio (Radicale) e dall'allora sindaco di Roma, Ugo Vetere.
  - La Corte Europea dei Diritti dell'Uomo durante la seduta definita “Dudgeon contro Regno Unito” colpisce la criminalizzazione degli atti omosessuali tra adulti consenzienti nell'Irlanda del Nord, portando alla decriminalizzazione degli stessi l'anno successivo.
  - Lo Stato del Victoria (Australia) e la Colombia decriminalizzano l'omosessualità con un'uniforme età di consenso.
  - L'organizzazione politica “Moral Majority” inizia la sua crociata anti-omosessualità.
  - La Norvegia diviene il primo Stato al mondo ad emanare una legge che prevenga la discriminazione contro gli omosessuali.
  - La Francia equipara l'età di consenso.
  - Hanno luogo a San Francisco i primi Gay Games, che vedono 1600 partecipanti.
  - Il Wisconsin e il Nuovo Galles del Sud divengono, rispettivamente, il primo Stato americano e il primo Stato australiano a bandire la discriminazione contro omosessuali.
  - Si ha la prima operazione di cambio sessuale ad Hong Kong.
  - 5 giugno - Viene pubblicata negli USA la prima documentazione ufficiale della condizione patologica poi nota come AIDS.[69]
- 1982
  - Nascita dell'Arci Gay Press a Roma.
  - 20 marzo – Prima Assemblea Nazionale dell'Arcigay, a Palermo.
  - 24 agosto – Omicidio di Salvatore Pappalardo a Roma, a Monte Caprino. In seguito a questo fatto il Fuori! romano e il Narciso si uniscono nel Coordinamento Unitario Omosessuale Romano (CUOR).[42]
  - 14 aprile – Il Parlamento approva la legge 164 sui cambiamenti di sesso, motivo di particolare discussione negli anni novanta e duemila.
  - 28 giugno – Dopo gli accadimenti alla Gay House di Roma, a Bologna si inaugura il Cassero di Porta Saragozza. Vi fanno parte il Circolo Culturale XXVIII Giugno (fondato nel ‘78 da Samuel Pinto, argentino fuggito dal Cile dopo il golpe di Pinochet), conosciuto precedentemente come Collettivo Frocialista (1977).
  - Laguna Beach, in California, eleggie il primo sindaco apertamente gay nella storia degli Stati Uniti.
  - La Francia equalizza l'età di consenso.
  - Hanno luogo i primi Gay Games a San Francisco con 1600 partecipanti.
  - L'Irlanda del Nord decriminalizza l'omosessualità.
  - Il Wisconsin diviene il primo stato americano a condannare la discriminazione contro gli omosessuali.
  - Il Nuovo Galles del Sud diviene il primo stato australiano a condannare la discriminazione sulla base di un'omosessualità effettiva o presunta.
  - La condizione, poi nota come AIDS comincia ad apparire con nomi come GRID5 (gay-related immune deficiency), ‘cancro gay’, ‘immunodeficienza di acquisizione comunitarià o ‘sindrome di compromissione gay’[70]
  - settembre - La CDC usa il termine AIDS per la prima volta, riportando un aumento da uno a due casi di AIDS diagnosticati al giorno, in America.[71]
- 1983
  - 7-8 maggio – Nascita del coordinamento nazionale Arci Gay.
  - 8 giugno – Il CUOR diventa Circolo di cultura omosessuale Mario Mieli, a lui nominato in seguito al suo suicidio lo stesso anno. Soci fondatori sono: Vanni Piccolo, Bruno Di Donato, Marco Melchiorri, Marco Bisceglia, Ugo Bonessi, Andrea Pini.
  - 17-18-19 giugno – La Questura di Roma vieta le iniziative del movimento gay nelle piazze.[42]
  - Il Sudan vara una legge basata sulla svaria che definisce “zina” (fornicazione) la penetrazione con il pene (o parte di esso) in vagina o ano di una persona da parte di chi non abbia diritti legali per farlo, che l'altro abbia dato o no il suo permesso. Per un “muhsan” (uomo sposato) è prescritta la pena capitale, per un “gair muhsan” (scapolo) 100 frustrate.
  - Il rappresentante del Massachusetts, Gerry Studds rivela di essere omosessuale alla Casa Bianca divenendo il primo membro del Congresso apertamente omosessuale.
  - Le Isole del Canale (Guernsey, Alderney, Herm e Sark) decriminalizzano l'omosessualità.
  - Il Portogallo decriminalizza l'omosessualità per la terza volta nella storia.
  - L'AIDS viene descritto come una “Piaga Gay” dal reverendo Jerry Falwell.
- 1984
  - Febbraio – Pubblicazione di Homocaust, di Massimo Consoli, primo libro italiano sulle persecuzioni naziste degli omosessuali.
  - 9 dicembre - A Mauthausen, l'Arcigay di Venezia scopre una lapide in memoria dei triangoli rosa «uccisi dalla barbarie, sepolti dal silenzio».
  - Settembre – Ompo diventa il primo bollettino al mondo di informazioni specializzate sull'AIDS.
  - L'Algeria vara la legge: “Chiunque sia colpevole di atto omosessuale è punibile con la prigione da 2 mesi a 2 anni e un'ammenda da 500 a 2000 dinari”.
  - L'associazione lesbica e gay “Ten Percent Club” viene formata a Hong Kong.
  - Il Massachusetts rielegge il rappresentante Gerry Studds.
  - Il Nuovo Galles del Sud e il Territorio del Nord, in Australia, rendono gli atti omosessuali legali.
  - Chris Smith, appena eletto al parlamento britannico dichiara: “Il mio nome è Chris Smith. Sono un Membro laburista del Parlamento per l'Islington South e Finsbury, e sono gay”, divenendo il primo politico apertamente omosessuale nel parlamento britannico.
  - Viene formata la “Comunidad Homosexual Argentina, CHA” unendo differenti e preesistenti gruppi.
  - Berkeley diviene la prima città negli USA ad adottare un programma di benefici sanitari di unione domestica per gli impiegati cittadini.
  - Viene fondata West Hollywood, divenendo la prima città conosciuta ad eleggere un consiglio cittadino con una maggioranza di membri apertamente gay o lesbica.
- 1985
  - 2-3 marzo – Fondazione dell'Arci Gay Nazionale, con Beppe Ramina (Presidente), Franco Grillini (Segretario), Marco Bisceglia (Presidente Onorario).
  - 26 aprile – A Milano si ha la prima conferenza-stampa di presentazione delle candidature gay alle elezioni amministrative.
  - 2 settembre – Cambiamento della legge sul servizio militare. Gli art. 28 e 29 diventano il 40 e il 41/b. Il primo riguarda la concessione di esser riformati se si rientra in una serie di «personalità caratteriopatiche con anomalie comportamentali (impulsività, esplosività, devianze sessuali, tossicodipendenze, ecc.), ad implicanza sociopatica». Il secondo elenca le «personalità fragili, insicure, abuliche, asteniche, labili di umore, anacastiche, immature, tossicofiliche, sessualmente deviate, chiaramente emergenti, senza implicanze sociopatiche; trascorso, ove occorra, il periodo della rivedibilità».[72]
  - La Francia proibisce la discriminazione sulla base di stili di vita (moeurs) nel lavoro e nei servizi.
  - Si ha il primo ricordo, dopo circa 40 anni, delle vittime dell'olocausto omosessuale.
  - Il Belgio equipara l'età di consenso.
  - Viene fondata la Restoration Church of Jesus Christ (la Chiesa Mormone Gay) da Antonio A. Feliz.[73]
  - L'attore bisessuale Rock Hudson muore di AIDS. Fu la prima figura pubblica maggiore conta per essere morta a causa di una malattia legata all'AIDS.[74]
- 1986
  - 25 gennaio – Chiusura, da parte di tre poliziotti, della discoteca gay bolognese Steps.[72]
  - Febbraio – Scoperta degli archivi dei perseguitati gay durante il fascismo.
  - 7-17 febbraio – Primo Festival del Cinema Gay, a Bologna.
  - Marzo – La Cgil vota contro le discriminazioni omosessuali sui luoghi di lavoro. Allo stesso modo il congresso del PCI vota una mozione sul movimento omosessuale.
  - 2 novembre – Diniego del Partito Radicale contro la pastorale del cardinale Ratzinger e contro la sua “Lettera sulla cura pastorale delle persone omosessuali”.[72]
  - L'Atto Riformativo sulla Legge Omosessuale è emanato in Nuova Zelanda, legalizzando il sesso tra maschi con più di 16 anni.
  - In giugno si ha il caso americano Bowers contro Hardwick, in cui la Corte Suprema statunitense approva la legge in Georgia (USA) che proibisce il sesso anale e orale tra omosessuali, affermando che tale diritto costituzionale della privacy non si estende alle relazioni omosessuali, pur non specificando se tale legge si estenda agli eterosessuali.
- 1987
  - 25 marzo – A Milano apre la prima libreria gay italiana, Babele da parte di Felix Cossolo e Ivan Teobaldelli.
  - 27 novembre – Il Direttore de “la Repubblica”, Eugenio Scalfari, pubblica sul Il Venerdì un articolo nel quale dichiara la sua contrarietà alla possibilità che un omosessuale diventi Presidente della Repubblica Italiana o capo del Governo.[72]
  - Prima dimostrazione dell'ACT UP (AIDS Coalition to Unleash Power); diciassette protestanti vengono arrestati.
  - Viene inaugurato ad Amsterdam l'Homomonument, in memoria dell'olocausto omosessuale.
- 1988
  - 21 gennaio – Doriano Galli «contrae nuova convivenza legale» con Pino Cavallo, dopo la separazione dal precedente convivente. Il caso dimostra, erroneamente, all'opinione pubblica che «mentre i vari movimenti gay italiani si accaniscono per avere una legge sulle convivenze civili, questa legge già c'è: basta chiedere che venga applicata». Galli fa la richiesta, e il cancelliere della Pretura di Roma riconosce la convivenza «more uxorio»; il 28 maggio il Comune di Roma accetta la sua «domanda di partecipazione al Bando per la categoria Famiglie di Nuova Formazione... per l'assegnazione ad equo canone e a canone sociale di alloggi comunali». Si tratta però di un caso una tantum e voluto propagandisticamente dalle autorità, dato che nulla si sa riguardo ad altri casi simili.
  - 10 luglio – Al cimitero monumentale dell'Aquila, Massimo Consoli trova la tomba di Karl Heinrich Ulrichs. Si ha il recupero del personaggio che verrà poi rivalutato dagli storici e dalle associazioni LGBT.
  - 1º ottobre - La Federazione Giovanile Ebraica promuove il primo dibattito sull'omosessualità per il cinquantesimo anniversario delle leggi razziali promulgate da Benito Mussolini nel 1938.
  - Gli Emirati Arabi Uniti varano una legge secondo cui “Chiunque commetta violenza sessuale su una donna o sodomia con un uomo sarà punito con la morte”. Lascia intatta la legge della sharia, nel senso che è discrezione dell'organo giudicante se il reato va punito con la legge federale o con la legge della sharia: molti emiri applicano la lapidazione.
  - La Svezia è la prima nazione ad approvare leggi che proteggono gli omosessuali riguardo ai servizi sociali, alle tasse e all'eredità.
  - Passa in Inghilterra, Scozia e Galles la Sezione 28 che proclama: “Non è permesso promuovere l'omosessualità intenzionalmente né pubblicare materiale con l'intento di promuoverla … né è permesso promuovere l'insegnamento in alcuna scuola statale sull'accettazione dell'omosessualità come una pretesa forma di relazione familiare”.
  - Il Canada stabilisce l'età di consenso per la sodomia a 18 anni.
  - Belize ed Israele decriminalizzano, in teoria, la sodomia e gli atti sessuali tra uomini.
- 1989
  - 8 aprile – Appuntamento presso il Gruppo Abele di don Luigi Ciotti per affrontare il problema dell'AIDS degli omosessuali cristiani (Davide e Gionata di Torino, Il Guado di Milano, L'Incontro di Padova).
  - 25 aprile – A Bologna il Sindaco approva la realizzazione di un monumento alle vittime gay del nazifascismo.
  - 19 settembre - Pubblicazione del numero l-pilota di Rome Gay News, una novità nel panorama giornalistico italiano, stimolando la nascita di nuove associazioni e innovativo nell'immediatezza delle notizie (prima di allora, i giornali omosessuali dovevano pubblicare a dicembre le notizie sulla marcia gay di giugno).
  - 7 ottobre – Cominciano i primi gruppi di Gay Counseling (in forma privata) curati dal Dr. Maurizio Palomba, per un «approccio psicologico specifico indirizzato alla comunità gay». L'anno successivo anche il Dr. Roberto Del Favero, a Milano, inizierà un'attività simile.[72]
  - 20 ottobre – Inizio di S.O.S. Gay, un centralino contro i soprusi ideato da Massimo Mariotti, a Milano[72].
  - 1º novembre – Apertura della prima agenzia turistica italiana specializzata in viaggi gay, la Lion's Travel Club di Torino.
  - 1º novembre – Rome Gay News lancia una campagna di boicottaggio contro il “linguaggio offensivo” usato dal quotidiano Il Messaggero diretto da Mario Pendinelli. In pochi giorni la rivista riceve centinaia di lettere, telefonate e fax di solidarietà (e di protesta contro il giornale) da tutto il mondo. Il 6 novembre, a New York, Act Up esamina la «situazione italiana» e si muove a favore di un riconoscimento delle richieste dell'RGN da parte de Il Messaggero, minacciando di marciare sul consolato italiano[72].
  - 1º dicembre – Per la prima volta la Giornata mondiale contro l'AIDS viene ricordata in Italia, grazie, anche, all'intervento delle autorità.
  - Lo Stato australiano dell'Australia Occidentale e il Liechtenstein legalizzano l'omosessualità maschile.
  - La Danimarca è la prima nazione al mondo ad emanare leggi di unione civile registrata per le coppie dello stesso sesso, introducendovi gli stessi diritti del matrimonio (ad eccezione del diritto di adozione e del diritto di sposarsi in chiesa). Il 1º ottobre si sposano i due militanti gay Axel e Eigil Axgil insieme ad altre dieci coppie.

### 1990-2000
- 1990
  - 14 gennaio – Il supplemento domenicale dell'Avvenire, RomaSette, con un articolo oggettivamente discutibile, firmato dal Presidente dell'Azione Cattolica romana, attacca l'ennesima richiesta di una sede rivolta da Massimo Consoli al Sindaco della città.[72]
  - 18 febbraio – Si ha la prima manifestazione mai fatta in Italia contro l'oscurantismo delle gerarchie cattoliche. Massimo Consoli lancia lo slogan: «Visto che il Vicariato distribuisce spazzatura contro di noi, ci armiamo di ramazza e lo aiutiamo a fare pulizia», e insieme molti militanti si mette a pulire con una scopa davanti all'ingresso di San Giovanni. Dopo l'evento, tutta la zona venne transennata per molto tempo.
  - 16 marzo – Luigi Cerina diventa Consigliere in Campidoglio, diventando così il primo politico italiano apertamente gay (nonché sieropositivo).
  - 25 aprile – Inaugurazione del monumento, firmata Corrado Levi, alla vittime gay del nazismo, a Bologna.
  - 9 giugno – Primo incontro, a Firenze, tra i Collettivi Universitari gay d'Italia, con lo scopo di contarsi, di rapportarsi al Movimento Studentesco e con i gruppi locali, nonché di stabilire iniziative comuni.
  - 28 giugno – Rome Gay News lancia in Italia il boicottaggio contro la Philip Morris, multinazionale accusata di finanziare il senatore anti-gay del North Carolina, Jesse Helms, noto per la distribuzione di svastiche mediante uno dei suoi prodotti più popolari, le sigarette Marlboro[72].
  - Settembre – Tiziano Bedin dà vita all'MLCV, il Moto Leather Club Veneto, a Vicenza, un «gruppo apartitico e aconfessionale formato da persone simpatizzanti della cultura Leather: abbigliamento in pelle-uniform-rubber-worker e S/M».
  - Si forma in Inghilterra il gruppo attivista per i diritti LGBT OutRage!
  - L'isola di Jersey legalizza gli atti omosessuali.
  - La Cecoslovacchia equipara l'età di consenso.
- 1991
  - 28 luglio – Il presidente degli 86 gruppi di gay cattolici americani riuniti nell'organizzazione Dignity, Kevin Calegari (1958-1995), arriva a Roma per restituire indignato al prefetto Ratzinger la dichiarazione dottrinale del cardinale che sostiene la necessità di continuare a “debellare” gli omosessuali. Tornato in America, si diffama la convinzione che lo stesso Calegari abbia trasformato i cinque collaboratori della Gay House che lo hanno assistito in «cattolici della sezione italiana di Dignity».
  - 28 novembre – Tommaso Castagna apre la prima sauna gay di Roma, l'Adriano's Bath.
  - Lo Stato del Queensland in Australia, le Bahamas, Hong Kong e l'Ucraina decriminalizzano la sodomia.
  - Il nastro rosso viene usato per la prima volta come simbolo della campagna contro l'HIV/AIDS.

- 1992

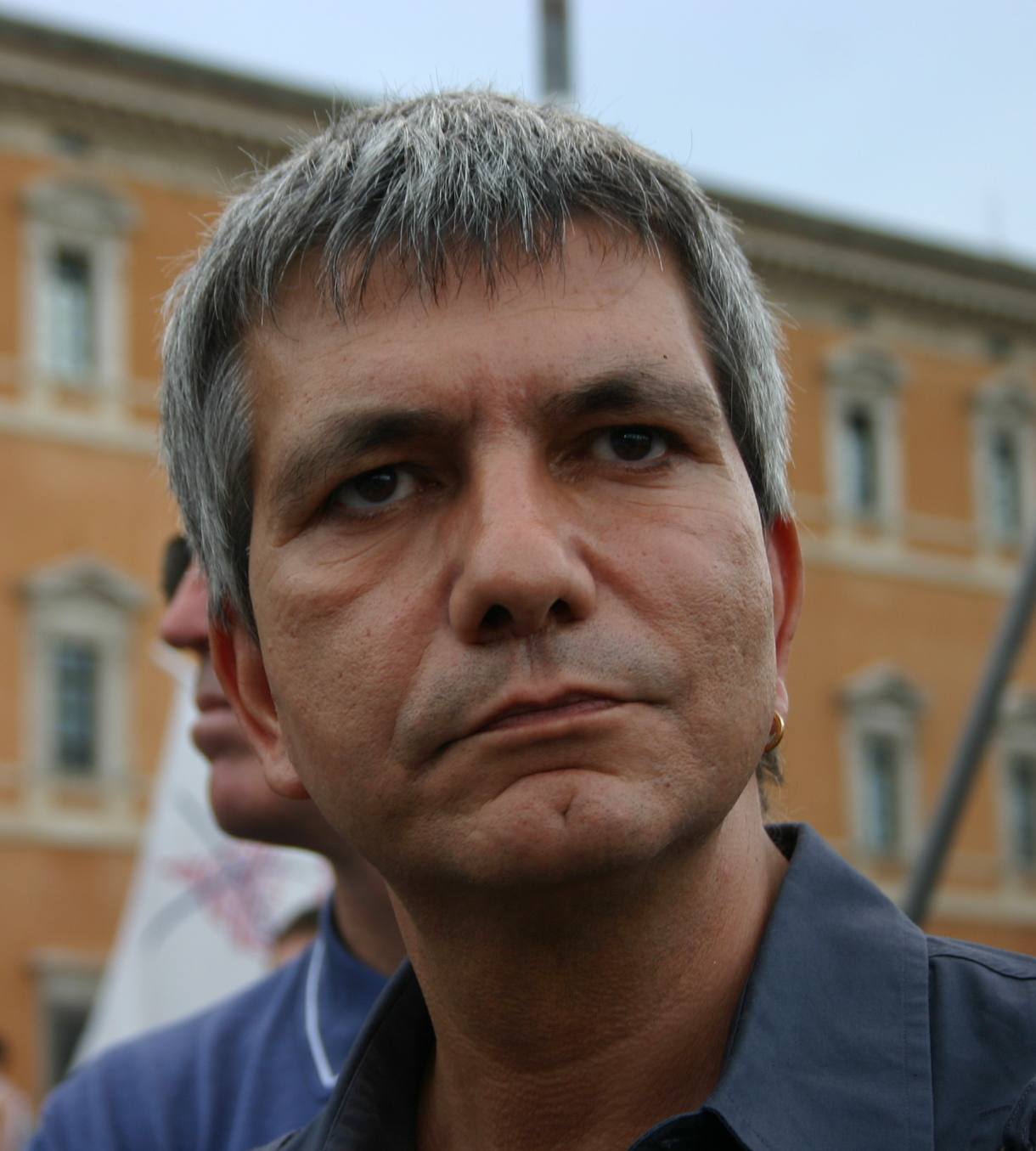
Nichi Vendola

  - In Italia, le elezioni politiche danno un deputato apertamente gay, Nichi Vendola (Rifondazione Comunista), accusato infondatamente nell'87 di pedofilia dalla democristiana On. Silvia Costa.
  - 28 giugno – Riapertura ufficiale della Gay House di Roma e del più grande archivio di storia e cultura gay, e AIDS, d'Italia. Consoli lancia la proposta di far riconoscere il 28 giugno, ufficialmente, come Gay Day, invitando i cosiddetti “éteri” a fare un passo verso gli omosessuali e a chiedere loro scusa per il male recato nel corso dei secoli.
  - 1º novembre – La Gay House lancia l'iniziativa Notte Buia, che invita tutti i locali gay di Roma a spegnere le luci per un minuto, nella notte tra il 1° e il 2 novembre, in memoria di Pier Paolo Pasolini. Nel corso degli anni, l'iniziativa si allargherà ai locali gay e non gay in Italia e all'estero.
  - Fondazione della Narth (National Association for Research & Therapy of Homosexuality = Associazione Nazionale per la Ricerca e la Terapia dell'Omosessualità), fondata da Joseph Nicolosi, Benjamin Kaufman e Charles Socarides. L'organizzazione si propone di attuare una terapia di conversione chiamata terapia riparativa come un metodo per modificare l'orientamento sessuale di omosessuali e bisessuali e considerando queste due caratteristiche dell'individuo delle vere e proprie malattie. La NARTH andrà così scontradosi da allora con le principali organizzazioni psichiatriche mondiali, dalle quali spesso i fondatori e medici del NARTH vengono espulsi o criticati. Tali organizzazioni, ognuna delle quali ha rimosso prima o dopo l'omosessualità dai propri manuali diagnostici, includono: l'American Psychiatric Association, l'American Psychological Association, l'American Counseling Association, la National Association of Social Workers, l'American Academy of Pediatrics, l'American Association of School Administrators, l'American Federation of Teachers, la National Association of School Psychologists, la National Education Association la Human Rights Campaign.
  - L'Organizzazione Mondiale della Sanità rimuove l'omosessualità dal suo Manuale di Disordini Mentali (ICD-10 International Statistical Classification of Diseases and Related Health Problems).
  - L'Australia permette agli omosessuali di eseguire servizio militare per la prima volta.
  - L'Isola di Man, l'Estonia e la Lettonia legalizzano l'omosessualità.
  - L'Islanda, il Lussemburgo e la Svizzera equiparano l'età di consenso.
  - Il Nicaragua re-criminalizza l'omosessualità (tornerà sui suoi passi solo nel 2008).
- 1993
  - 1º gennaio – Walther Norbert Heymann, conosciuto come La Maga di Piazza Navona, viene trovato ucciso nella sua abitazione di Trastevere. In pochi giorni, mediante il quotidiano Paese Sera, la Gay House, RGN, comunicati stampa e trasmissioni radio, Massimo Consoli attacca il Comune di Roma, la Polizia e i media e torna a chiedere un «rappresentante della comunità gay presso il Sindaco», un incontro con il Questore e l'istituzione di una linea verde per denunciare i crimini anti-gay, nonché un cambiamento radicale da parte dei media nelle modalità di trattamento della tematica gay. Otterrà tutto, anche se il Sindaco Franco Carraro nominerà come «rappresentante del Sindaco presso la comunità gay» Luigi Cerina che, pur essendo il “primo politico gay” in Italia, non effettuerà mai un'importante militanza LGBT.[72]
  - 12 e 16 aprile – Con la parola d'ordine «È vero che Berlusconi odia i gay?», la Gay House minaccia di boicottare i prodotti che sponsorizzano i programmi della Fininvest, per protestare contro il silenzio giornalistico sulle questioni LGBT di Rete 4, Canale 5 e Italia 1. Emilio Fede telefona a Consoli e lo intervista in diretta nel corso del TG4.[72]
  - 18 aprile – Per la prima volta, uno striscione gay viene mostrato sotto i balconi del papa a Piazza San Pietro. L'iniziativa della Gay House è in occasione dell'anniversario della Shoa e dell'insurrezione del ghetto di Varsavia. Si ha il primo vero incontro tra gay ed ebrei. Riccardo Pacifici, Presidente Nazionale del Movimento Culturale Studenti Ebrei mostra un triangolo rosa inserito in un triangolo giallo, in modo da formare un'insolita stella di David. Antonella Piperno, sottolinea su Shalom, periodico della comunità ebraica italiana, che «è la prima volta che i gay scendono in piazza per ricordare insieme al genocidio ebraico anche quello degli omosessuali. E srotolano uno striscione con la scritta “il mio migliore amico è ebreo”».
  - 7 maggio – Prima vera crisi interna del movimento omosessuale italiano: presso il circolo Michelagniolo si tiene un dibattito sulle Dark Rooms, voluto da Antonio Di Giacomo che, piuttosto che entrare nel business sistema, preferisce chiudere il bar e mantenere solo le attività culturali.
  - 13 luglio – Francesco Vallini, fondatore del Gruppo P, viene arrestato per aver creato un'associazione a delinquere finalizzata allo stupro dei bambini. Finiscono in carcere anche altri dieci uomini. L'Arcigay vieta che a Milano si tenga una conferenza stampa per «parlare» dell'argomento. Babilonia definisce «una buffonata» la definizione che l'Arcigay si è «pomposamente» attribuita l'appellativo di «movimento per le libertà civili. La maggior parte dei gruppi omosessuali (e moltissimi lesbici) cominciano una politica di attivo distanziamento dalle organizzazioni pedofile, e di completa estraniazione dalle ideologie di questi ultimi. Questo andrà sicuramente a favore delle associazioni LGBT per quanto riguarda la comprensione sociale e l'ingresso all'ONU.
  - Primo scandalo della LIA (Love In Action): dopo che l'amico di John Evans (fondatore), Jack McIntyre, si suicidò per disperazione dovuta alla sua incapacità di cambiare le sue tendenze, Evans lasciò il progetto denunciandone la sua pericolosità. È riportato dal Wall Street Journal del 21 aprile 1993 che Evans dichiarò: "stanno distruggendo le vite di molte persone. Se non fate come dicono loro dicono che non siete amati da Dio e che andrete all'inferno. Stanno vivendo in un mondo di fantasia."
  - Brandon Teena, un ragazzo transgender americano, viene stuprato e ucciso. Il fatto viene narrato nel film del 1999 Boys Don't Cry.
  - Si ha a Washington, DC la terza marcia per i diritti degli omosessuali.
  - Vengono revocate le leggi anti-sodomite nell'Isola Norfolk e nella Repubblica d'Irlanda; allo stesso modo, Gibilterra e Russia decriminalizzano la sodomia maschile consensuale (con l'eccezione della Repubblica Cecena). Infine anche la Lituania legalizza l'omosessualità.
  - Abolizione dell'articolo 121 in Russia. Le ultime condanne in base a questa legge furono nei confronti di 227 uomini nel 1992.
  - La Norvegia adotta le unioni civili che garantiscono alle relazioni di coppie dello stesso sesso gli stessi diritti delle coppie sposate, ad esclusione del diritto di adozione e di matrimonio in chiesa.
  - In Minnesota passa il primo statuto di una legge anti-discriminatoria per la protezione dei transgender.
  - La politica del don't ask, don't tell viene introdotta nelle forze armate statunitensi.
- 1994
  - 22 febbraio – Il Sindaco di Roma, Francesco Rutelli, nomina il presidente del circolo Mario Mieli, Vanni Piccolo, suo rappresentante presso la comunità gay.
  - 3 dicembre – Massimo Consoli fa la richiesta di poter adottare un bambino, creando scalpore. Il cardinale Ersilio Tonini lo attacca su Epoca per la sua «pretesa». Lo stesso giorno Consoli è ospite del programma di Giancarlo Magalli, I Fatti Vostri, e alla sua intenzione di rispondere al prelato, una segretaria di redazione gli intima di «non parlare del cardinale, non parlare dei preti, non parlare del Vaticano, non parlare della Chiesa, non parlare di Dio... parla solo del tuo desiderio di avere un bambino, e basta!»[72]
  - Bermuda, Serbia (incluso il Kosovo) e il Sudafrica legalizzano l'omosessualità.
  - Il Regno Unito riduce l'età di consenso per gli uomini omosessuali a 18 anni.
  - L'American Medical Association (AMA) denuncia presunte cure per l'omosessualità.
  - Il Canada garantisce asilo politico agli omosessuali non benvenuti nelle loro nazioni natali.
  - Il Paragrafo 175 viene revocato in Germania dopo 123 anni.
  - La corte suprema israeliana definisce i diritti della coppia omosessuale equivalenti a qualsiasi comune legge sui diritti di una coppia.
- 1995
  - 5 gennaio – RGN intervista Alessandra Mussolini, che fa dichiarazioni di grande apertura verso i gay. Di conseguenza, altri personaggi della Destra italiana si «adeguano», a cominciare da Francesco Storace, le cui battute favorite (fino ad allora) erano proprio contro i gay.
  - 6 marzo – RGN intervista l'attore Leo Gullotta, il primo personaggio italiano di primo piano a rivelarsi pubblicamente, confermando la propria omosessualità con naturalezza.
  - 25 aprile – Gruppi gay depongono una corona di fiori alle Fosse Ardeatine, in memoria dello sterminio degli omosessuali durante il nazismo, oggi comunemente definito Homocausto.
  - 26 maggio - Processato in seguito all'arresto del 13 luglio 1993, Francesco Vallini viene condannato in 1º grado a tre anni e sei mesi di reclusione per associazione a delinquere.[75]
  - 11 novembre – Il vice ispettore Giuseppe Miracapillo e altri quattro agenti del commissariato Celio, fanno irruzione nella sede dell'Ompo's, operando alcuni sequestri e chiudendo l'associazione diretta da Anselmo Cadelli.[72]
  - L'Uzbekistan vara una legge che punisce la sodomia tra adulti consenzienti fino a 3 anni di prigione.
  - La Svezia legalizza le unioni civili.
  - La Corte Suprema canadese dichiara che l'orientamento sessuale è una ragione proibita per la discriminazione.
  - Albania e Moldavia decriminalizzano l'omosessualità.
- 1996
  - 17 gennaio – Cambiando una postilla del nuovo regolamento di polizia mortuaria, il Comune di Pesaro stabilisce che le coppie di conviventi, comprese quelle del medesimo sesso, hanno il diritto di essere sepolte insieme.
  - 18 gennaio – L'Archivio Consoli, Rome Gay News, il Circolo Michelagniolo (Antonio Di Giacomo), e l'Ompo's (Anselmo Cadelli), lanciano una raccolta di firme per «sostenere il diritto di Dario Bellezza alle concessioni della Legge Bacchelli». L'iniziativa avrà un successo strepitoso. La Legge Bacchelli gli viene concessa in sei mesi invece anziché negli stabiliti due anni, dopo che migliaia di cittadini hanno messo la loro firma, tra i quali 75 deputati e molti più senatori, sindaci, scrittori, giornalisti, avvocati, ecc. Perfino il poeta Allen Ginsberg manda il suo fax di adesione e l'International Gay & Lesbian Human Rights Commission (IGLHRC) minaccia di chiedere l'intervento delle numerose organizzazioni aderenti in tutto il mondo.
  - 20 febbraio – Massimo Consoli intervista per RGN l'ex-Ministro degli Interni, il leghista Roberto Maroni. Maroni confessa l'esistenza di dossier sull'omosessualità di personaggi che possono rappresentare un «pericolo» per il Paese.
  - 30 marzo – Muore Dario Bellezza. È il lutto più grave che colpisce la comunità gay italiana, che il poeta aveva contribuito a creare e a dotare di una coscienza morale.
  - L'età di consenso viene equiparata nel Burkina Faso.
  - L'Islanda legalizza le unioni civili.
  - L'Ungheria riconosce le relazioni tra partner dello stesso sesso con unioni domestiche non registrate.
  - La Romania decriminalizza l'omosessualità, senza provocare alcuno scandalo. Lo stesso accade in Macedonia.
- 1997
  - Nascita di Gay Lib, l'associazione nazionale dei gay liberali e di centrodestra italiani. Il manifesto politico dell'associazione contiene punti caratterizzanti che la differenziano, anche nettamente, dalla maggioranza dei gruppi politici LGBT, che si riconoscono in gran maggioranza nel centrosinistra, come Arcigay e Arcilesbica, pur avendo varie note comuni.
  - Il Sudafrica diviene il primo Stato a proibire esplicitamente la discriminazione sulla base dell'orientamento sessuale nella sua costituzione.
  - Il Regno Unito estende i diritti di immigrazione alle coppie dello stesso sesso.
  - Le Isole Figi divengono il secondo paese che segue esplicitamente la lotta alla discriminazione sulla base dell'orientamento sessuale nella sua costituzione.
  - Le leggi che proibiscono gli atti privati tra omosessuali vengono finalmente rimosse in Tasmania; è l'ultimo Stato australiano che adotta questa politica. L'Australia, quindi, legalizza l'omosessualità. Lo stesso accade in Ecuador.
  - La Russia equipara l'età di consenso.
- 1998
  - Matthew Shepard viene assassinato, aprendo una grande discussione mondiale sui crimini d'odio.
  - L'Atto di Uguaglianza sul Lavoro viene introdotto in Irlanda, coprendo così i problemi relativi a dimissioni discriminatorie basate sull'orientamento sessuale.
  - L'Ecuador è il terzo paese al mondo a proibire esplicitamente la discriminazione sulla base dell'orientamento sessuale.
  - Bosnia ed Erzegovina, Cile, Kazakistan, Kirghizistan e Tagikistan legalizzano l'omosessualità.
  - Croazia e Lettonia equiparano l'età di consenso.
  - Cipro decriminalizza l'omosessualità.
- 1999
  - La California adotta la legge sulle unioni civili.
  - La Francia emana le leggi di unione civile (PACS = PActe Civil de Solidarité); l'evento ha grandi ripercussioni, soprattutto a livello mediatico, in tutto il mondo.
  - La Corte Suprema israeliana riconosce un partner lesbico come un'altra madre legale del figlio biologicamente nato della sua partner.
  - Un gruppo di amici dà vita al Leather Club Roma, che a partire dal 2000 diventerà il punto di riferimento per la comunità leather & fetish del centro Italia.[76]
  - La Finlandia equipara l'età di consenso.
- 2000
  - Leggi sulle Unioni Civili:
    - Passano ed entrano in vigore: Stato americano del Vermont

  - Revoche di legislazioni discriminatorie: Scozia (Section 28)
  - Fine delle proibizioni di arruolamento di omosessuali: Regno Unito
  - Equiparazione dell'età di consenso: Bielorussia, Israele, Regno Unito
  - Decriminalizzazione dell'omosessualità: Azerbaigian, Gabon e Georgia
  - Altro
    - Il Bundestag (parlamento federale tedesco) si scusa ufficialmente con i gay e le lesbiche perseguiti sotto il regime nazista, e per “i danni fatti ai cittadini omosessuali fino al 1969”.
    - L'American Psychiatric Association, in un suo documento ufficiale, inviata ad affettuare delle ricerche per valutare i rischi e i benefici della terapia riparativa. I risultati saranno negativi nei confronti del NARTH.
    - Israele riconosce le relazioni dello stesso sesso per scopi d'immigrazione per un partner straniero di un cittadino israeliano.

  - In Italia
    - La legislatura italiana promulga una direttiva contro le discriminazioni sul lavoro in base all'orientamento sessuale. Alcune sue parti furono però poi ribaltate nel 2003.

## XXI secolo

### 2001-2009
- 2001

- - Matrimonio omosessuale:

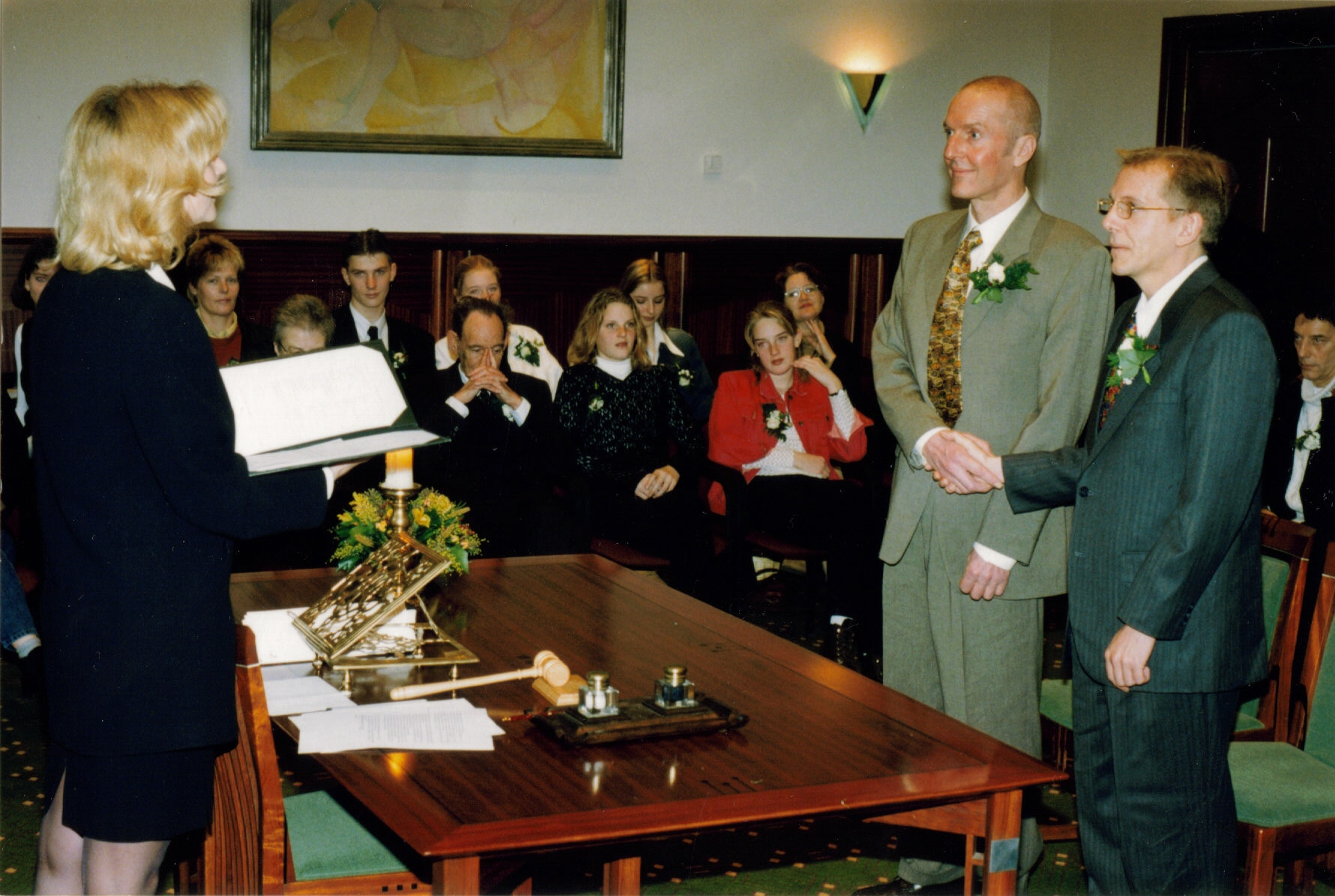
I primi due uomini sposati ad Amsterdam, Paesi Bassi, nel 2001

    - Entrata in vigore: Paesi Bassi (prima nazione in cui si legalizza totalmente il matrimonio omosessuale)

  - Unioni Civili:
    - Approvate: Finlandia (senza la possibilità di adozione)
    - Entrano in vigore: Germania (senza la possibilità di adozione)

  - Unioni Civili con limitazioni:
    - Entrata in vigore: Portogallo (senza la possibilità di adozioni), cantone svizzero di Ginevra (senza la possibilità di adozioni)

  - Revoca di legislazioni discriminatorie: stato USA dell'Arizona
  - Revoca della definizione di omosessualità come malattia: Cina
  - Legislazioni anti-discriminatorie: stati USA del Rhode Island (settore privato, identità di genere) e del Maryland (settore privato, orientamento sessuale)
  - Equiparazione dell'età di consenso: Albania, Estonia e Liechtenstein
  - Decriminalizzazione dell'omosessualità: in tutto il resto del Regno Unito
  - Altro:
    - Si ha il caso del “Cairo 52” in Egitto: 52 omosessuali vengono arrestati mediante la legge imprecisa varata nel 1961 contro la depravazione. Il processo si concluderà nel 2003 con la prigionia di 21 degli accusati e il rilascio dei restanti.
    - Molti protestanti interrompono il primo Pride di Belgrado.
- 2002
  - Unioni Civili:
    - Approvate: città Argentina di Buenos Aires (prima città latino-americana, senza la possibilità di adozione)
    - Entrano in vigore: provincia canadese del Québec (con la possibilità di adozione), Finlandia (senza la possibilità di adozione)

  - Unioni Civili con limitazioni:
    - Approvate: cantone svizzero di Zurigo (estensione dei diritti matrimoniali, senza la possibilità di adozione)

  - Revoca di legislazioni discriminatorie: Romania (articolo 200), Costa Rica e Stato USA dell'Arkansas
  - Legislazioni anti-discriminatorie: stati USA dell'Alaska (settore pubblico, orientamento sessuale) e di New York (settore privato, orientamento sessuale)
  - Legislazioni sulle adozioni: Sudafrica e Svezia
  - Equiparazione dell'età di consenso: Austria, Bulgaria, Cipro, Ungheria, Moldavia e Stato australiano dell'Australia Occidentale
  - Decriminalizzazione dell'omosessualità: Cina
  - Altro:
    - Il politico olandese Pim Fortuyn, apertamente omosessuale, viene assassinato da Volkert van der Graaf per motivi discriminatori.[77]
- 2003
  - Matrimonio omosessuale:
    - Entrata in Vigore: Belgio (senza la possibilità di adozione) e le provincie canadesi dell'Ontario e del British Columbia

  - Unioni Civili:
    - Approvate: Stato australiano della Tasmania (con la possibilità di adozione)
    - Entrata in vigore: città Argentina di Buenos Aires (con la possibilità di adozione)

  - Unioni Civili con limitazioni:
    - Entrata in vigore: Austria (senza la possibilità di adozione), Croazia (senza la possibilità di adozione)

  - Revoca di legislazioni discriminatorie: Armenia (solo maschile), Stati Uniti (caso Lawrence versus Texas), Inghilterra-Galles-Irlanda del Nord (sezione 28)
  - Legislazioni anti-discriminatorie: Regno Unito (ad esclusione delle organizzazioni religiose, orientamento sessuale), stati USA dell'Arizona (settore pubblico, orientamento sessuale), Kentucky (settore pubblico, orientamento sessuale e identità di genere), Michigan (ramo esecutivo del governo statale, orientamento sessuale), Nuovo Messico (settore privato, orientamento sessuale e identità di genere), Pennsylvania (settore pubblico, identità di genere)
  - Equiparazione dell'età di consenso: Lituania e stati australiani del Nuovo Galles del Sud e del Territorio del Nord
  - Re-criminalizzazione dell'omosessualità: Belize
  - Altro:
  - In Italia:
    - Rosario Crocetta diventa il primo sindaco italiano (a Gela, Sicilia) dichiaratamente omosessuale.
    - Si ha un ribaltamento delle leggi anti-discriminatorie italiane. Secondo il decreto legislativo n. 216 del 9 luglio 2003:

Le clausole introdotte nel nostro Paese sanciscono, per la prima volta, che l'orientamento sessuale può assumere rilevanza nel valutare se un cittadino è idoneo o meno ad entrare o permanere nelle Forze armate, in quelle di Polizia e nei Vigili del Fuoco. Il Ministero della Difesa ha quindi varato un regolamento con il quale ha dichiarato di poter lecitamente trattare, per fini istituzionali, anche i dati sensibili riguardanti la vita sessuale dei dipendenti (Decreto Ministeriale 13 aprile 2006, n. 303 Archiviato il 24 settembre 2015 in Internet Archive.). Analoghi regolamenti varati da parte di altri ministeri (Interno, Giustizia, Economia e Finanze), dichiarano invece di poter trattare tale tipo di dato nei dipendenti, solo per quanto attiene l'eventuale riattribuzione di genere (cosiddetto "cambiamento di sesso"). Va ricordato come invece la presenza di omosessuali nell'ambito militare e, soprattutto, in quello delle Forze di polizia, sia considerato sovente all'estero del tutto lecito, tanto da avere un'organizzazione sindacale a livello europeo.
Analogamente, la legge sulla procreazione assistita (Legge 19 febbraio 2004, n. 40, comma 5) approvata nel corso della medesima legislatura esclude deliberatamente dall'inseminazione assistita le donne lesbiche, indicando espressamente come i componenti della coppia debbano essere obbligatoriamente di sesso diverso:
Per quanto tale cambiamento non vada certamente nel senso auspicato dal movimento di liberazione omosessuale, è comunque innegabile che l'omosessualità sia stata in questo modo, per la prima volta, nominata nelle leggi italiane.
(Vedi più approfonditamente la voce Omosessualità e legge)
- 2004
  - Matrimonio omosessuale:
    - Entra in vigore: provincie canadesi del Manitoba (con la possibilità di adozione), Newfoundland and Labrador, Nova Scotia, Québec (con la possibilità di adozione), Saskatchewan e Yukon, stato USA del Massachusetts

  - Unioni Civili:
    - Entrano in vigore: stato brasiliano di Rio Grande do Sul, Lussemburgo (senza la possibilità di adozione), Stato USA del Maine e Stato australiano della Tasmania (con la possibilità di adozione)
    - Approvate: Nuova Zelanda (senza la possibilità di adozione)

  - Unioni Civili con limitazioni:
    - Entrata in vigore: stato USA del New Jersey

  - Legislazioni sulle adozioni: Germania
  - Divieto di introduzione del matrimonio omosessuale: Australia, stati USA del Mississippi, Missouri, Montana, Oregon e Utah
  - Divieto di introduzione del matrimonio omosessuale e delle Unioni Civili: stati USA dell'Arkansas, Georgia, Kentucky, Louisiana, Michigan, North Dakota, Ohio, Oklahoma, Virginia e Wisconsin
  - Legislazioni anti-discriminatorie: Portogallo (a livello costituzionale), stati USA dell'Indiana (settore pubblico, identità di genere), della Louisiana (settore pubblico, orientamento sessuale) e Maine
  - Equiparazione dell'età di consenso: Lituania
  - Decriminalizzazione dell'omosessualità: Capo Verde, Isole Marshall e San Marino
  - Altro: James McGreevey diviene il primo governatore statunitense apertamente gay.
- 2005
  - Matrimonio Omosessuale:
    - Entra in vigore: Canada, Spagna (con la possibilità di adozione)

  - Unioni Civili:
    - Entrata in vigore: Andorra (unioni stabili), Regno Unito (senza la possibilità di adozione[78]), stati USA del Connecticut e della California, Nuova Zelanda
    - Approvate: Svizzera (senza la possibilità di adozione), Slovenia

  - Legislazioni sulle adozioni: Inghilterra e Galles
  - Divieto di introduzione del matrimonio omosessuale: Lettonia e Uganda
  - Divieto di introduzione del matrimonio omosessuale e delle Unioni Civili: stati USA del Kansas e del Texas
  - Legislazioni anti-discriminatorie: stati USA dell'Illinois (settore privato, orientamento sessuale e identità di genere) e del Maine (settore privato, orientamento sessuale e identità di genere), Nuova Zelanda (prima nazione al mondo a criminalizzare i reati d'odio, identità di genere)
  - Revoca di legislazioni discriminatorie: Porto Rico
  - Equiparazione dell'età di consenso: Hong Kong
  - Altro:
    - Secondo scandalo alla LIA (Love In Action): nel mese di giugno 2005, un ragazzo di 16 anni del Tennessee, Zach Stark, inizia a postare nel suo MySpace la sua esperienza nel "rifugio" di conversione sessuale cristiano. È scandalo a livello internazionale sulle metodologie dell'organizzazione (vedi la sezione relativa nella voce Ex-gay). In seguito a questi eventi, dopo vari tentativi dello Stato del Tennessee di far chiudere l'associazione (vani), un'indagine dal Dipartimento di Salute portò ad una protesta formale, perché il gruppo lavorava senza l'autorizzazione dei ragazzi, e quindi illegalmente. Il LIA ha smesso di accettare malati mentali e di dispensare farmaci, e nel febbraio 2006 lo Stato del Tennessee ha cessato l'azione legale.
    - Vengono giustiziati in Iran due adolescenti gay, Mahmoud Asgari e Ayaz Marhoni.[79][80][81][82][83][84][85][86]
    - La Corte Suprema sudafricana dichiara l'illegalità di rendere incostituzionali i matrimoni gay.
    - André Boisclair viene scelto come leader del Partito del Quebec, divenendo il primo uomo apertamente gay ad essere eletto come leader di un maggiore partito politico nel Nord America.
    - 10 gennaio - La Corte Suprema di Israele autorizza l'adozione del figlio della partner all'interno di una coppia lesbica che aveva sporto tale domanda. La sentenza, tuttavia, non si applica alle coppie gay (vedi 2008).[87]

  - In Italia:
    - 11 ottobre - Fa scandalo il ricovero dell'imprenditore Lapo Elkann in seguito ad un'overdose da mix di oppio, eroina e cocaina da lui acquistata in grossa quantità, che lo coglie dopo una notte brava passata con quattro transessuali. Una di loro, Donato Broco (conosciuto nel mondo della prostituzione come "Patrizia", detto "Il carabiniere"), dichiara al Corriere della Sera che quella sera Lapo aveva cercato compagnia a casa sua, come pare fosse ormai abitudine consolidata.
- 2006
  - Matrimonio omosessuale:
    - Entrata in vigore: Sudafrica (con la possibilità di adozione)

  - Unioni Civili:
    - Entrata in vigore: Repubblica Ceca (senza la possibilità di adozione), Slovenia
    - Passano: città messicana di Città del Messico e Stato USA del New Jersey

  - Unioni Civili con limitazioni:
    - Approvate: stato australiano dell'Australia Meridionale[88]

  - Riconoscimento delle Unioni straniere: Israele
  - Divieto di introduzione del matrimonio omosessuale: stato USA del Tennessee
  - Divieto di introduzione del matrimonio omosessuale e delle Unioni Civili: stati USA dell'Alabama, Colorado, Idaho, South Carolina, South Dakota, Virginia e Wisconsin
  - Legislazioni sulle adozioni: Belgio
  - Legislazioni anti-discriminatorie: Isole Fær Øer[89], Germania (orientamento sessuale e identità di genere), Nuova Zelanda (identità di genere) e stati USA dell'Illinois (orientamento sessuale), New Jersey (settore privato, identità di genere), Washington (orientamento sessuale e identità di genere) e a Washington (settore privato, identità di genere)
  - Annullamento di leggi anti-discriminatorie: stato USA del Kentucky
  - Equiparazione dell'età di consenso: Hong Kong, Isola di Man[90], Serbia
  - Decriminalizzazione dell'omosessualità: stato USA del Missouri, Isole Figi
  - Altro:
    - Ha luogo il primo Pride Esteuropeo a Zagabria, Croazia.
    - Il primo Gay Pride di Mosca termina nella violenza.
    - Ha luogo a Montréal la Conferenza Internazionale sui Diritti Umani LGBT.
    - Il Senato degli Stati Uniti fallisce nel far passare l'Emendamento Federale sul Matrimonio.

  - In Italia:
    - Vladimir Luxuria, all'anagrafe Wladimiro Guadagno ottiene il primo mandato parlamentare, ottenendo l'elezione alla Camera dei deputati nella circoscrizione Lazio 1, come indipendente nella lista di Rifondazione Comunista. È la prima rappresentante politica transgender in Italia.
- 2007
  - Unioni Civili:
    - Entrata in vigore: stato messicano del Coahuila, città messicana di Città del Messico, Svizzera (senza la possibilità di adozione), stato USA del New Jersey
    - Passano: Ungheria (con la possibilità di adozione), stato USA del New Hampshire, Uruguay (senza la possibilità di adozione)

  - Unioni Civili con limitazioni:
    - Entrata in vigore: stati USA di Washington e dell'Oregon, stato australiano dell'Australia Meridionale

  - Legislazioni anti-discriminatorie: Regno Unito[91] (atto di uguaglianza, orientamento sessuale) e stati USA del Colorado (settore privato, orientamento sessuale e identità di genere), Iowa (settore privato, orientamento sessuale e identità di genere), del Kansas (settore pubblico, orientamento sessuale e identità di genere), del Michigan (settore pubblico e identità di genere), dell'Ohio (settore pubblico, orientamento sessuale e identità di genere), dell'Oregon (settore privato, orientamento sessuale e identità di genere) e del Vermont (settore privato e identità di genere)
  - Equiparazione dell'età di consenso: Portogallo, territorio inglese del Jersey[92][93], Vanuatu, Sudafrica
  - Decriminalizzazione dell'omosessualità: Nepal e territori neozelandesi di Niue e Tokelau
  - Altro:
    - Maggio - L'American Psychological Association ha istituito una commissione che, tra i propri compiti, deve analizzare la letteratura scientifica inerente alle terapie con pazienti che hanno problemi riguardanti il proprio orientamento sessuale, in particolare quella a partire dal 1997, anno della sua ultima risoluzione ufficiale in materia. All'interno di questa letteratura scientifica è previsto anche lo studio di quella che riguarda le terapie riparative del NARTH.
    - Settembre: il presidente iraniano Mahmud Ahmadinejad afferma che in Iran gli omosessuali non esistono. È scandalo, dato che tutta l'opinione pubblica mondiale è a conoscenza delle persecuzioni e dello sterminio omosessuale in Medio Oriente.
    - Si ha il primo Gay Pride in un paese musulmano, ad Istanbul, Turchia.[94]
    - 29 novembre - Ad Hanoi, Vietnam, si ha il primo matrimonio gay interrazziale tra due uomini di nazionalità giapponese e irlandese.[95]

  - In Italia:
    - 8 febbraio – Viene varato dal Consiglio dei Mininstri il testo del disegno di legge in materia dei “DIritti e doveri delle persone stabilmente Conviventi” (DICO) redatto dai ministri Barbara Pollastrini e Rosy Bindi. L'iter politico del decreto ha una prima svolta nel cambio della dominazione (da Dico a CUS = Contratto di Unione Solidale) per poi terminare con la caduta del Governo Prodi II. Le discussioni sull'argomento furono molteplici e la non accettazione del testo da parte di molti politici, bipartisan, portò al de-facto annullamento della proposta. Dopo la discussione sui DICO/CUS, il “problema omosessualità” rimane trascurato in seguito alla caduta del Governo Prodi e alle nuove elezioni anticipate.
    - La discussione sui Dico viene recepita come un "problema di grande importanza" dalla Chiesa Cattolica. Gli interventi del vicariato e della Conferenza Episcopale Italiana (CEI), prima per voce del cardinal Camillo Ruini poi del successore Angelo Bagnasco sfociano in un'accesa discussione politico-morale tra le associazioni e i simpatizzanti omosessuali e la maggior parte delle associazioni cattoliche, teodem o comunque anti-gay. Il tutto sfocia nel Family Day del 12 maggio 2007 organizzato dalla CEI e presenziato da associazioni per la famiglia naturale, cattoliche, anti-gay, e politiche che sostengono la causa di una non legislazione dei diritti proposti dai DICO, e più sottolineatamente agli omosessuali. Di tutta risposta sarà il Gay Pride del 28 giugno con contrapposte associazioni gay, lesbiche, transgender e bisessuali, anticlericali, pro-unioni civili e/o matrimonio omosessuale e/o adozione, e politiche che sostengono la causa decennale LGBT.
    - Altra conseguenza dei DICO e del Family Day sarà la piena (poi si andrà scemando) presenza nei media, soprattutto televisivi, della discussione "omosessualità". Tanto per citare le due personalità che più si mostrano su tali temi, ricordiamo Alessandro Cecchi Paone (dichiaratosi gay non molto tempo prima) e Vittorio Sgarbi (che più volte avrà modo di confrontarsi con il tema "omosessualità" in più campi della sua attività lavorativa, sia in televisione che come assessore comunale). Da ricordare, come esempio di impatto sul pubblico e sulla scena, la presenza di varie cause nel programma televisivo Forum che si occupano in parte o in buona sostanza di tali tematiche, rimaste trascurate dai media sotto questo punto di vista, ma sicuramente efficaci come "indicatore ambientale" della situazione sociale del periodo.
- 2008
  - Matrimonio omosessuale:
    - Entra in vigore: stati USA della California e del Connecticut
    - Passano: Norvegia (con la possibilità di adozione)

  - Unioni Civili:
    - Entrata in vigore: stato australiano del Territorio della Capitale Australiana, Ecuador (senza la possibilità di adozione), stati USA di Washington (espansione della precedente legislazione), del New Hampshire, Uruguay (senza la possibilità di adozione)

  - Unioni Civili con limitazioni:
    - Entrata in vigore: stato australiano del Victoria, stato USA dell'Oregon

  - Divieto di introduzione del matrimonio omosessuale: stati USA dell'Arizona
  - Divieto di introduzione del matrimonio omosessuale e delle Unioni Civili: stato USA della Florida
  - Legislazioni sulle adozioni: Uruguay, Israele
  - Divieto di introduzione di legislazioni sulle adozioni: stato USA dell'Arkansas
  - Legislazioni anti-discriminatorie: stato USA della California
  - Equiparazione dell'età di consenso: Nicaragua, Panamà, Sudafrica
  - Decriminalizzazione dell'omosessualità: Nicaragua e Panamà
  - Altro:
    - Il Kosovo dichiara di essere un paese indipendente e internazionale con una nuova costituzione che include l'orientamento sessuale, imponendosi come prima nazione indipendente a promuovere sin dall'inizio tale anti-discriminazione
    - 10 febbraio - Israele stabilisce che anche le coppie gay, così come stabilito per le coppie lesbiche nel 2005, possono effettuare la stepchild adoption. Inoltre viene aperta l'opportunità di altre forme di adozione a qualsiasi coppia omosessuale riconosciuta.[96]
    - 3 giugno - Hanno luogo i primi due matrimoni civili omosessuali (tra due uomini e tra due donne) nell'isola greca di Tilos, ma la corte suprema e il ministro della giustizia annullano i due matrimoni

- 2009
  - Matrimonio omosessuale:

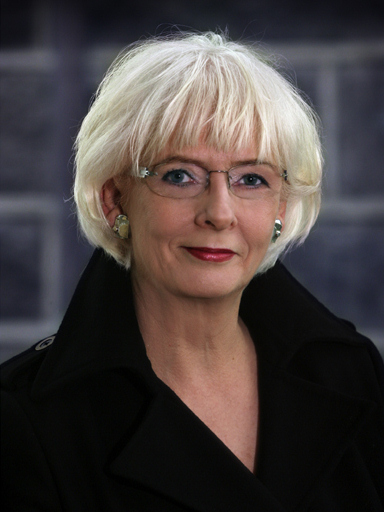
Jóhanna Sigurðardóttir, Primo ministro dell'Islanda dal 2009 al 2013

    - Entrata in vigore: Svezia[97] (con la possibilità di adozione), stati USA dell'Iowa[98] e del Vermont[99], Norvegia (con la possibilità di adozione)
    - Passano: città messicana di Città del Messico (con la possibilità di adozione), stati USA del New Hampshire (con la possibilità di adozione), del Maine[100] (ma non entrato in vigore) e nel distretto di Washington, D.C.[101]

  - Unioni Civili:
    - Entrata in vigore: Ungheria (senza la possibilità di adozione), stati USA del Nevada e di Washington[102] (espansione della legislatura precedente)
    - Passano: Austria (senza la possibilità di adozione)

  - Unioni Civili con limitazioni:
    - Entrata in vigore: stati USA del Colorado e del Wisconsin

  - Riconoscimento delle Unioni straniere: Giappone[103], distretto USA di Washington, D.C.
  - Legislazioni sulle adozioni: Finlandia[104], Scozia
  - Divieto di introduzione del matrimonio omosessuale: stato USA del Maine[105]
  - Legislazioni anti-discriminatorie: Serbia, stato del Regno Unito del Delaware (settore privato, orientamento sessuale), Stati Uniti (Matthew Shepard Act)[106].
  - Revoca delle leggi sull'impossibilità di arruolamento: Argentina, Filippine, Uruguay
  - Decriminalizzazione dell'omosessualità: India[107]
  - Altro:
    - In Islanda viene eletto per la prima volta nella storia un Capo del governo dichiaratamente omosessuale, Jóhanna Sigurðardóttir[108]
    - 10 marzo - A Tel Aviv, Uzi Even e il suo compagno sono la prima coppia omosessuale in Israele il cui diritto di adozione viene legalmente riconosciuto[109]

### 2010-2019
- 2010
  - Matrimonio omosessuale:
    - Entrata in vigore: Portogallo (senza la possibilità di adozione), Islanda (con la possibilità di adozione), città messicana di Città del Messico (con la possibilità di adozione), stati USA del New Hampshire (con la possibilità di adozione), distretto di Washington, D.C.[101], Argentina[110]

  - Unioni Civili:
    - Entrata in vigore: Austria (senza la possibilità di adozione)
    - Passano: stato USA delle Hawaii (con la possibilità di adozione)[111], Irlanda[112]

  - Diritti transgender: L'Australia diventa il primo paese al mondo a riconoscere un genere non-binary nel momento in cui, nel Nuovo Galles del Sud, registra legalmente Norrie May-Welby come persona né maschio né femmina[113]
  - Legislazioni anti-discriminatorie: Lo Stato USA della California (il giudice distrettuale Vaughn R. Walker stabilisce che è incostituzionale proibire i matrimoni egualitari nello Stato)[114]
  - Il FRA (agenzia per i Diritti Fondamentali dell'Unione Europea) indica Roma come la città europea con il più alto numero di omicidi a sfondo omofobico[115]
- 2011
  - Matrimonio omosessuale
    - Approvato e in vigore: Stato di New York (con la possibilità di adozione)

  - Unioni Civili
    - Entrata in vigore: Irlanda (senza la possibilità di adozione)
    - Approvate e in vigore: Isola di Man (con adozione congiunta), Liechtenstein, stati USA dell'Illinois (con adozione congiunta) e del Rhode Island
    - Approvate: Stati USA del Delaware e delle Hawaii

  - Decriminalizzazione dell'omosessualità: Mozambico, São Tomé e Príncipe
  - Legislazioni anti-discriminatorie: negli USA viene abolito il Don't ask, don't tell, una legge che escludeva dal servizio militare tutte le persone apertamente lesbiche, gay o bisessuali
  - Elio Di Rupo diventa in Belgio il primo capo di governo uomo dichiaratamente gay
- 2012
  - Matrimonio omosessuale
    - Approvato e in vigore: Danimarca (con possibilità di adozione)[116], Stato messicano di Quintana Roo[117]
    - Approvato: Stati USA del Maine, Maryland e Washington (i primi tre Stati a legalizzare il matrimonio omosessuale tramite referendum)[118]

  - Unioni civili
    - Entrata in vigore: stati usa del Delaware e delle Hawaii

  - Per la prima volta in Israele un tribunale riconosce come valido il divorzio di una coppia gay[119]
  - Barack Obama si schiera a favore del matrimonio fra persone dello stesso sesso, diventando il primo Presidente degli Stati Uniti d'America a dirsi favorevole a questo tipo di unione[120][121]
  - La California è il primo Stato USA a vietare la cosiddetta terapia riparativa
- 2013
  - Matrimonio omosessuale
    - Approvato e in vigore: Nuova Zelanda (con possibilità di adozione),[122] Uruguay (già con possibilità di adozione),[123] Francia (con possibilità di adozione),[124] Brasile (a livello federale, ma precedentemente già legali e in vigore in alcuni Stati del paese stesso. Ovunque con possibilità di adozione),[125], Stati USA del Delaware,[126] Hawaii,[127] Minnesota,[128] New Jersey,[129] Nuovo Messico,[130] Rhode Island,[131] Utah[132]
    - Approvato e in vigore di nuovo: stato USA della California[133]
    - Approvato: Inghilterra e Galles,[134] stato USA dell'Illinois[135]
    - Approvato ma poi bocciato: Territorio della Capitale Australiana[136]
    - Entrata in vigore: stato USA del Maryland
    - Riconosciuto: la Corte Suprema degli Stati Uniti d'America ha dichiarato incostituzionale la Sezione 3 del Defense of Marriage Act, di fatto riconoscendo a livello federale il diritto delle coppie omosessuali di contrarre matrimonio.[137] Stato USA dell'Oregon.
    - Vietato: Croazia (tramite referendum)[138]

  - Unioni Civili: 
    - Approvato e in vigore: Costa Rica, Stato messicano di Campeche
    - Entrata in vigore: Colorado

  - Adozione: Nuova Zelanda, Francia
  - Criminalizzazione dell'omosessualità: India (di nuovo)
  - Legislazioni anti-discriminatorie: Cipro, Porto Rico, Delaware
  - Primi Gay Pride nazionali: Ucraina, Montenegro, Curaçao
  - Il New Jersey è il secondo stato a vietare la cosiddetta terapia riparativa
- 2014
  - Matrimonio omosessuale:
    - Approvato e in vigore: Scozia, Oregon, Pennsylvania, Utah, Oklahoma, Virginia, Wisconsin, Indiana, Colorado, Nevada, Idaho, Virginia Occidentale, Carolina del Nord, Alaska, Arizona, Wyoming, Kansas, Carolina del Sud, Montana, stato messicano di Coahuila
    - Approvato: Lussemburgo
    - Entrata in vigore: Inghilterra, Galles, Illinois

  - Unioni Civili: 
    - Approvato e in vigore: Gibilterra (con possibilità di adozione), Croazia
    - Approvato: Estonia

  - Adozione: Andorra, stato messicano di Coahuila
  - Decriminalizzazione dell'omosessualità: Libano, Cipro del Nord, Palau
  - La Danimarca diventa il primo Paese europeo a eliminare la diagnosi del disturbo dell'identità di genere come requisito necessario per il riconoscimento del genere
  - Viene emesso il primo francobollo omoerotico in Finlandia per celebrare uno dei suoi più famosi artisti: Tom of Finland
  - Viene celebrato a Istanbul il più grande Pride in una città musulmana
- 2015
  - Matrimonio omosessuale:
    - Approvato e in vigore: Stati Uniti (tutti gli Stati), Guam (territorio degli Stati Uniti), stati messicani di Chihuahua e Guerrero, Irlanda (via referendum)
    - Approvato: Finlandia
    - Entrata in vigore: Lussemburgo (con adozione congiunta)

  - Unioni Civili: 
    - Approvato e in vigore: Ecuador (registrazioni certe e riconoscimento sui documenti)
    - Approvato: Cile, Grecia (estensione alle coppie dello stesso sesso)

  - Adozione: Austria, Irlanda, Colombia, Portogallo
  - Decriminalizzazione dell'omosessualità: Mozambico
  - Primi Pride nazionali: Giamaica
  - Nel quartiere di Shibuya a Tokyo un'ordinanza locale riconosce alle coppie dello stesso sesso il certificato di partnership, per la prima volta in Giappone
  - L'Irlanda è il primo paese ad approvare i matrimoni omosessuali attraverso referendum
  - Il Nepal è il primo paese asiatico a proteggere i diritti di gay, lesbiche, bisessuali e transgender nella sua (prima) Costituzione
- 2016
  - Matrimonio omosessuale
    - Approvato e in vigore: Colombia, Isola di Man, Groenlandia, Gibilterra. Stati messicani di Jalisco Campeche, Colima, Michoacán e Morelos
    - Approvato: Fær Øer, Isola di Ascensione

  - Unioni Civili:
    - Approvato e in vigore: Italia
    -  Entrata in vigore: Estonia

  - Adozione: Austria, Groenlandia, Portogallo
  - Decriminalizzazione dell'omosessualità: Seychelles, Nauru, Belize
  - Leggi anti discriminazione: Province Canadesi del Quebec e British Columbia
  - In gennaio il Cile ha sospeso gli interventi non necessari di normalizzazione per i bambini intersex, chirurgia irreversibile inclusa, fino all'età in cui potranno decidere da soli
  - L'11 maggio la Camera dei Deputati approva la legge sulle unioni civili con 372 voti a favore, 51 contro e 99 astenuti. Il 20 maggio il presidente Sergio Mattarella firma: l'Italia colma, così, il vuoto legislativo e il divario con le altre Nazioni dell'Europa Occidentale. L'obiettivo di Monica Cirinnà, firmataria dell'omonima legge Cirinnà, sarebbe stato quello di far approvare le unioni civili in Italia in data 17 maggio, poiché Giornata mondiale contro l'omofobia
- 2017
  - Matrimonio omosessuale:
    - Entrata in vigore: Australia, Finlandia, Fær Øer, Isola di Ascensione
    - Approvato ed entrato in vigore: Bermuda, Guernsey, Isole Falkland, Stati messicani di Chiapas e Puebla
    - Approvato ed entrerà in vigore in futuro: Germania, Malta
    - Sentenza della Corte Suprema: Austria (entrerà in vigore il 1º gennaio 2019), Taiwan (entrerà in vigore il 24 maggio 2019)

  - Unioni Civili:
    -  Entrata in vigore: Slovenia

  - Legge anti discriminazione: Canada
  - La Danimarca diventa la prima nazione al mondo a rimuovere ufficialmente le identità transgender dalla lista delle malattie mentali
  - Il Nevada vieta le cosiddette terapie riparative
  - Ana Brnabić diventa il primo Primo Ministro della Serbia dichiaratamente lesbica
  - Leo Varadkar diventa il primo Taoiseach (Primo Ministro) dell'Irlanda dichiaratamente gay
  - Adozione: Far Oer, Finlandia, Germania
- 2018
  - Decriminalizzazione dell'omosessualità: Triniadad e Tobago, India
  - Legge anti discriminazione: India
  - Unioni civili: San Marino
  - Adozione: tutta l'Australia
- 2019
  - Decriminalizzazione dell'omosessualità: Angola, Botswana
  - Matrimonio omosessuale: Austria, Ecuador, Taiwan
  - Unioni civili:
    - Approvato e in vigore: Isole Cayman

  - Adozione: Isole Cayman

### 2020-2029
- 2020
  - Matrimonio omosessuale: Costa Rica, Irlanda del Nord
  - Unioni civili: Serbia
  - Adozione: Costa Rica
  - Il Sudan abolisce la pena di morte per omosessualità, convertendo la pena massima all'ergastolo, dopo 3 volte che il reato viene commesso
- 2021
  - Decriminalizzazione dell'omosessualità: Angola e Bhutan
  - Un referendum in Svizzera vede la vittoria del sì (64,1%) al matrimonio egualitario, che entrerà in vigore il 1º gennaio 2022
  - In Italia entra in vigore una nuova legge sulle infrastrutture che vieta l'esposizione di pubblicità con messaggi omofobici o transfobici sulle strade o sui veicoli
- 2022
  - Decriminalizzazione dell'omosessualità: Antigua e Barbuda, Singapore, Barbados, Saint Kitts e Nevis.
  - Matrimonio omosessuale: Cile, Cuba, Messico, Slovenia, Svizzera
  - Adozione: Cile, Croazia, Cuba, Slovenia, Svizzera
  - Belgio, Grecia, Israele e Messico mettono al bando le terapie di conversione
  - Francia e Grecia autorizzano gli uomini gay e bisessuali alla donazione del sangue
  - La Russia introduce una multa pari a 5 milioni di rubli (circa 50mila euro) per ''propaganda di rapporti sessuali non tradizionali, pedofilia e cambio di sesso''[139]
  - Il Cile riconosce le identità non-binary sui documenti
- 2023
  - Decriminalizzazione dell'omosessualità: Mauritius, Isole Cook.
  - Matrimonio omosessuale: Andorra, Nepal
  - Adozione: Bolivia, Liechtenstein, Taiwan
  - Unioni civili: Lettonia
  - In Lettonia presta giuramento Edgars Rinkēvičs, primo Capo di Stato UE dichiaratamente gay
  - La Spagna approva in via definitiva la legge sull'autodeterminazione di genere per tutte le persone over 16, inoltre proibendo le terapie di conversione. Tutti i cittadini al di sopra dei 16 anni possono ora cambiare legalmente il proprio sesso anagrafico senza autorizzazione giudiziaria, né referti medici, né benestare genitoriale
  - Cipro e Islanda proibiscono le terapie di conversione
  - In Finlandia e in Giappone decade l'obbligo di sterilizzazione ai fini della transizione di genere
  - L'Iraq censura il termine ''omosessualità'' dai propri mass media, che d'ora in poi dovrà essere sostituito con ''devianza sessuale''
- 2024
  - Decriminalizzazione dell'omosessualità: Dominica, Namibia
  - Matrimonio omosessuale: Estonia, Grecia, Thailandia
  - Adozione: Estonia, Grecia
  - Gabriel Attal diventa il primo Primo Ministro dichiaratamente gay della Francia
  - La Russia di Vladimir Putin inserisce la comunità LGBT nell'elenco delle organizzazioni terroristiche, iniziendo a sgomberare i locali LGBT-friendly arrestandone i componenti[140]
  - Il Ghana approva una legge che punisce con tre anni di carcere chiunque sia membro della comunità LGBT, punendo inoltre con cinque anni di carcere chiunque promuova la comunità LGBT o sia complice di altrui attività omosessuali
  - L'Iraq vara una riforma che prevede almeno 15 anni di carcere per le attività omosessuali, almeno 7 anni di carcere per chiunque promuova o pubblichi informazioni riguardanti la comunità LGBT, almeno un anno di carcere per chi ''imita il sesso opposto'', almeno un anno di carcere per le persone transgender e per il medico che le assiste[141]
  - La Cina riconosce all'ex moglie di una connazionale cinese il diritto di vedere il figlio reciprocamente avuto negli Stati Uniti nel 2017: è la prima sentenza di questo tipo nel Paese, elevata dal tribunale di Pechino[142]
  - Il 16 ottobre 2024 il Senato italiano approva il ddl Varchi, rendendo la gestazione per altri un reato universale, quindi punibile in Italia anche se commessa all'estero da cittadini italiani.
  - Il 1º novembre 2024 entra in vigore la legge tedesca che, approvata nel giugno precedente, riconosce l'autodeterminazione dell'identità di genere, potendo ora scegliere tra maschile, femminile o neutro sui documenti, oppure scegliendo di non specificare il proprio genere. Qualsiasi persona maggiorenne può avvalersi di tale diritto, dopo un tempo di attesa di tre mesi, così come ciascuna persona di almeno 14 anni può avvalersene se un tutore legale o un giudice è concorde.

- 2025
  - Matrimonio omosessuale: Liechtenstein[143]